# Legione romana
(Giuseppe Flavio, Guerra giudaica, III, 5.1.75)
La Legione Romana (dal latino legio, derivato del verbo legere, "raccogliere assieme", che all'inizio indicava l'intero Esercito) era l'Unità Militare di base dell'Esercito Romano. Nacque dalla trasformazione dell'esercito alto-repubblicano dal modello falangitico a quello manipolare nel IV secolo a.C. L'Esercito Romano passò così dall'impiego del clipeus e dell'hasta all'uso dello scutum, del pilum e del gladius, che divennero le armi fondamentali dei legionari romani, conformi del tutto all'impiego imposto dalla tattica bellica romana.
Grazie al grande successo militare della Repubblica e, in seguito, dell'Impero, la Legione viene considerata come il massimo modello antico di efficienza militare, sia sotto il profilo dell'addestramento, sia dal punto di vista tattico e organizzativo. Altra chiave del successo della legione era il morale dei soldati, consolidato dalla consapevolezza che ciascun uomo doveva contare sull'appoggio del compagno, prevedendo con la legione l'integrazione dei soldati in un meccanismo complessivo di lavoro di squadra.
Era assimilabile a una Grande Unità complessa odierna, di rango variabile tra una Brigata e una Divisione, ma soprattutto riuniva attorno a sé, oltre ai Reparti dell'arma base, fanteria e cavalleria, altri reparti specializzati come frombolieri, sagittarii, esploratori e genieri. All'inizio autonoma sul piano logistico, era normalmente stanziata in una provincia, di cui aveva la responsabilità della sicurezza e della difesa militare. Nella storia di Roma, l'esercito poté contare su oltre 60 legioni (composte di 5 000÷6 000 armati) al termine della guerra civile tra Ottaviano e Marco Antonio, e su un minimo di 28 agli inizi del principato (ridotte a 25 dopo la disfatta di Teutoburgo). Nel passaggio dalla Repubblica al Principato, e poi al Dominato, l'esercito, e con esso la struttura della legione (il cui numero di unità andò riducendosi), venne ristrutturato in modo drastico

## Età regia
Per tutta l'età regia di Roma l'esercito romano fu costituito da un'unica legione, tanto da identificarsi con quest'ultima e viceversa.
La legione si disponeva su tre file, nella tipica formazione a falange, con la cavalleria ai lati, chiamate alae.

### Struttura della Legione
Secondo la tradizione fu Romolo a creare sull'esempio della falange greca la legione romana, inizialmente formata da 3 000 fanti (pedites) e 300 cavalieri (equites), scelti tra la popolazione. Con l'inclusione del popolo Sabino, Romolo raddoppiò il volume delle truppe, potendo così contare su 6 000 fanti e 600 cavalieri.
Fanti e cavalieri erano arruolati tra le tre tribù romane (1 000 fanti e 100 cavalieri ciascuna) che formavano la primitiva popolazione di Roma: i Tities, i Ramnes e i Luceres. In epoca regia era formata da cittadini compresi tra i 17 e i 46 anni, in grado di potersi permettere il costo dell'armamento.

#### La riforma di Servio Tullio (metà VI secolo a.C.)
In età monarchica fu eseguita, secondo la tradizione da Servio Tullio, sesto re di Roma, una riforma timocratica che divise tutta la popolazione romana in cinque classi in base al censo (secondo altre fonti 6 classi), ognuna divisa a sua volta in tre categorie:
1. seniores, cioè chi aveva più di 46 anni
2. iuniores, cioè chi aveva tra 17 e 46 anni, ovvero i più adatti a combattere
3. pueri, cioè chi era di età inferiore ai 17 anni

Se la prima classe, la più facoltosa, poteva permettersi l'equipaggiamento da legionario (il costo del tributo per gli armamenti veniva stabilito in base al censo), quelle inferiori avevano armamenti via via più leggeri.

### Catena di comando

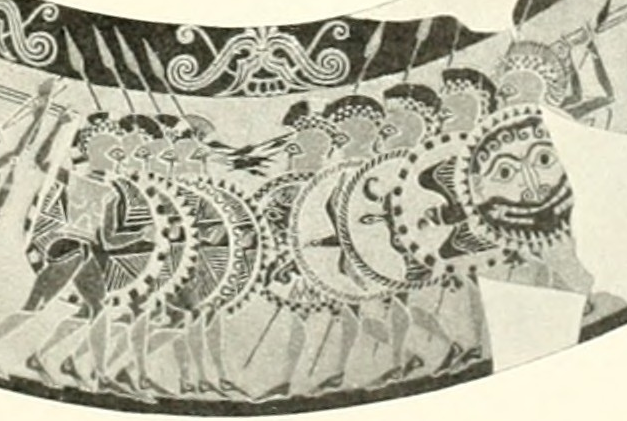
Dettaglio del vaso Chigi, con scontro tra fanterie oplitiche del 650-640 a.C. (Museo nazionale etrusco di Villa Giulia, Roma)

Il Rex era il comandante supremo dell'esercito romano, a cui spettava il compito di scioglierlo al termine della campagna militare dell'anno. A lui erano subordinati tre tribuni militum, ciascuno dei quali posto a capo di una delle tre tribù o file di 1 000 fanti; gli squadroni di cavalleria erano invece sottoposti al comando di tribuni celerum.
Con la riforma serviana, vi fu un'importante novità: coloro i quali si erano distinti in battaglia diventavano centurioni.

### Disposizione tattica
La legione si disponeva su tre file, nella tipica formazione a falange, con la cavalleria ai lati, chiamate alae.
Con la riforma serviana dell'esercito romano, la prima classe risultava la più avanzata schiera rispetto alle altre.
Effettuavano il combattimento in modo estremamente compatto, armati di lancia e spada, difesi da scudo, elmo e corazza o da altre protezione pettorali. Dietro la prima classe, in battaglia era posizionata la seconda, poi la terza classe che chiudeva lo schieramento. Quarta e quinta classe costituivano la fanteria leggera che solitamente era disposta al di fuori dallo schieramento.

## Età repubblicana

### Struttura della legione
A differenza delle successive formazioni legionarie, composte esclusivamente di fanteria pesante, le legioni della prima e media età repubblicana consistevano di fanteria sia leggera che pesante.
Il termine esercito manipolare, cioè un esercito basato su unità chiamate manipoli (dal latino manipulus, "quanto può stare nel palmo di una mano"), è pertanto usato in contrapposizione con il successivo esercito legionario del tardo periodo repubblicano e alto imperiale, incentrato, invece, su un sistema di unità chiamate coorti.
L'esercito manipolare si basava in parte sul sistema di classi sociali e in parte sull'età e sull'esperienza militare; rappresentava quindi un compromesso teorico tra il precedente modello basato interamente sulle classi e gli eserciti degli anni che ne erano indipendenti.

#### Prima repubblica

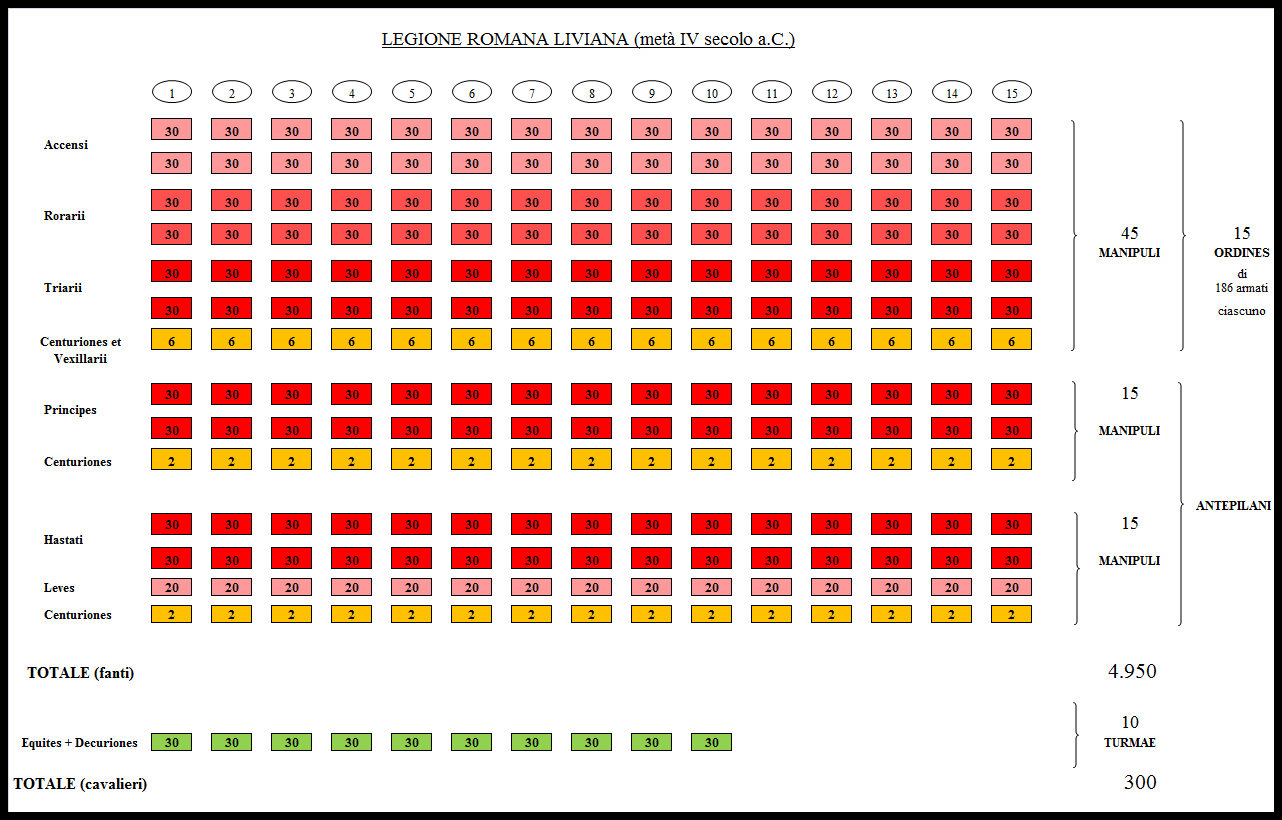
La legione manipolare al tempo della guerra latina secondo Tito Livio (340-338 a.C.).

Stando alla storiografia latina, si deve l'introduzione del manipolo come elemento tattico a Marco Furio Camillo durante il periodo del suo quarto tribunato consolare.
L'unità costituì l'elemento fondamentale della legione romana dalle battaglie contro Equi e Volsci, vinte da Furio Camillo, fino alla Seconda guerra punica.
Le principali configurazioni sono:
- Legione manipolare impiegata nelle guerre nel Latium vetus – dal 389 a.C. al III secolo a.C.[17]
- Legione manipolare impiegate nelle guerre per l'egemonia sulla penisola – dal III al II secolo a.C.[19]
  - Legione manipolare impiegata da Publio Cornelio Scipione – Seconda guerra punica[20]

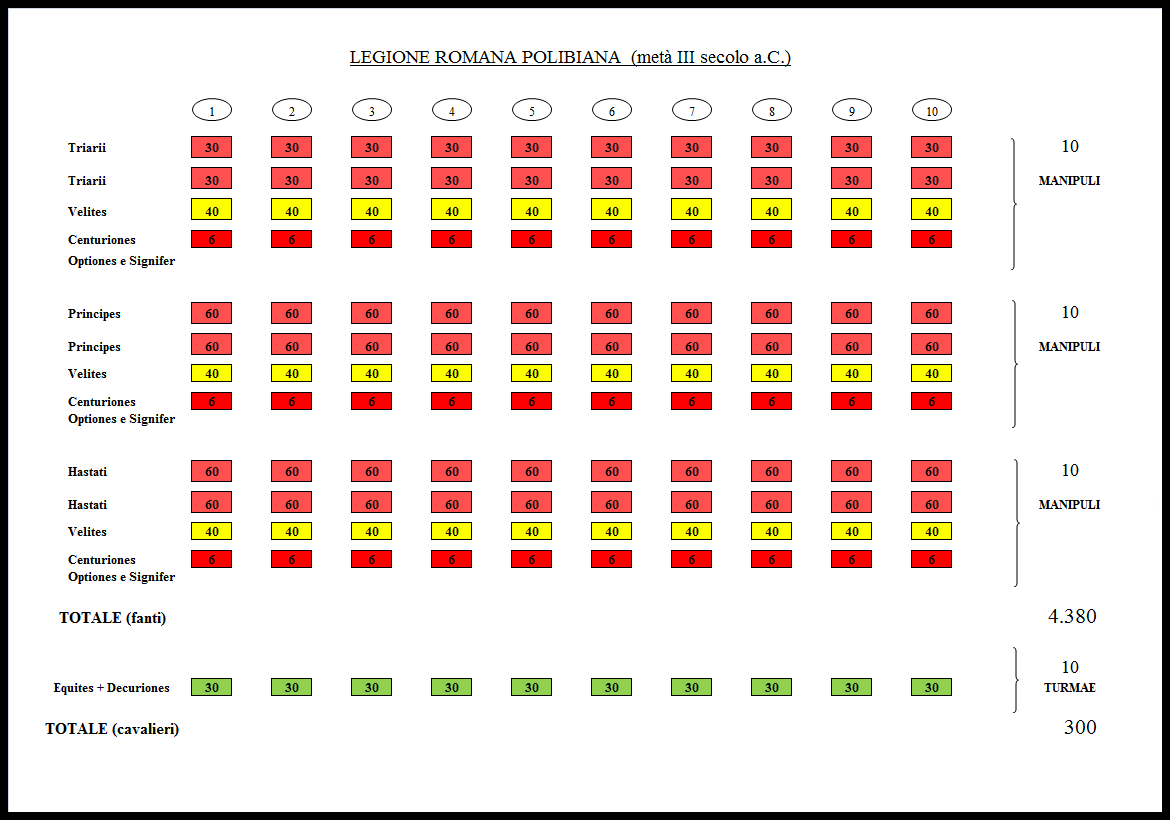
La legione manipolare al principio della seconda guerra punica secondo Polibio (218 a.C.).

La legione veniva generalmente schierata su tre file, dette triplex acies, alle quali si aggiungevano i fanti leggeri, detti leves, per un totale che varia tra i 4200 e i 5000 effettivi a seconda del periodo:
1. costituita da quindici manipoli di Hastati[21][22]
2. costituita da quindici manipoli di Principes[23]
3. costituita quindici unità, ognuna formata da un manipolo di Triarii, uno di Rorarii e l'ultimo di Accensi.[24]

Questa differenziazione esisteva, oltre che sulla base dell'esperienza dei soldati, anche sulla base del censo, tanto che ogni soldato era tenuto a provvedere autonomamente all'equipaggiamento.
Tra i fanti, i più "benestanti" erano i triarii, che potevano permettersi l'equipaggiamento più completo e pesante, mentre gli accensi erano i più poveri, presi dalla quarta classe di cittadini, secondo l'ordinamento censitario di Servio Tullio.

#### Tarda repubblica
Tra il 107 a.C. e il 104 a.C. il console romano Gaio Mario portò avanti un programma di riforme dell'esercito romano, al fine di dare la possibilità a tutti i cittadini di arruolarsi, indipendentemente dal benessere e dalla classe sociale.Questa sua iniziativa formalizzava e concludeva un processo, sviluppatosi per secoli, di graduale rimozione dei requisiti patrimoniali per l'accesso al servizio militare, permettendo così alla Repubblica di avere un esercito più numeroso della media dell'epoca.

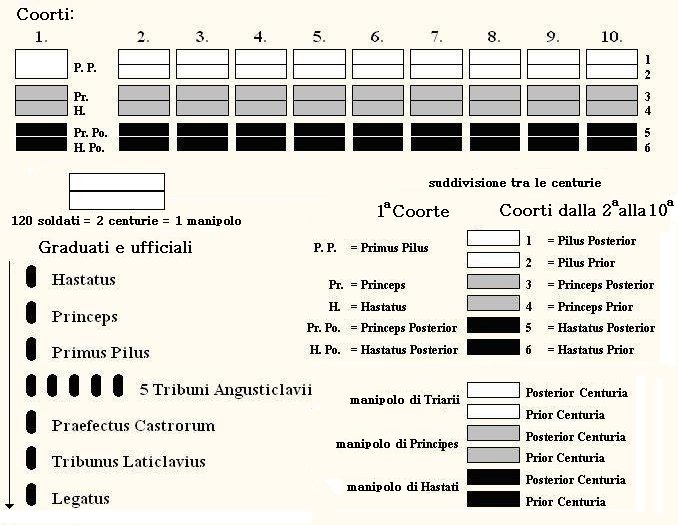
La legione romana dopo la Riforma mariana dell'esercito romano

La distinzione tra hastati, principes e triarii, che già era andata assottigliandosi, era ufficialmente rimossa,. e fu creata quella che, nell'immaginario popolare, è la fanteria legionaria: un'unità omogenea di fanteria pesante.
La fanteria leggera di cittadini dalle classi meno abbienti, come i velites, fu sostituita dalle auxilia, cioè delle truppe ausiliarie che potevano consistere anche di mercenari stranieri.
L'organizzazione interna subiva inoltre un cambiamento fondamentale: il manipolo perse ogni funzione tattica in battaglia e fu sostituito in modo permanente dalle coorti, sull'esempio di ciò che era già stato anticipato da Scipione l'Africano un secolo prima.
Numerate da I a X, ogni coorte era formata da tre manipoli oppure da sei centurie, per un totale di 3.840 fanti.

### Unità complementari

#### Cavalleria legionaria (e ausiliaria)
Con la riforma manipolare descritta da Livio e da Polibio, la cavalleria legionaria tornò a disporre di 300 cavalieri, divisi in dieci squadroni, a capo di ognuno dei quali erano posti tre comandanti, i decurioni, organizzati verticalmente.
Con la riforma mariana dell'esercito romano la cavalleria legionaria venne sostituita da speciali corpi di truppe ausiliarie o alleate a supporto e complemento della nuova legione romana.
Il costante contatto con Celti e Germani durante la conquista della Gallia indusse Gaio Giulio Cesare a rivalutare il corpo della cavalleria, tanto che ne fece un impiego crescente negli anni, reintroducendo unità di cavalleria permanente accanto a quelle fanteria e a quella ausiliaria.

#### Genio militare

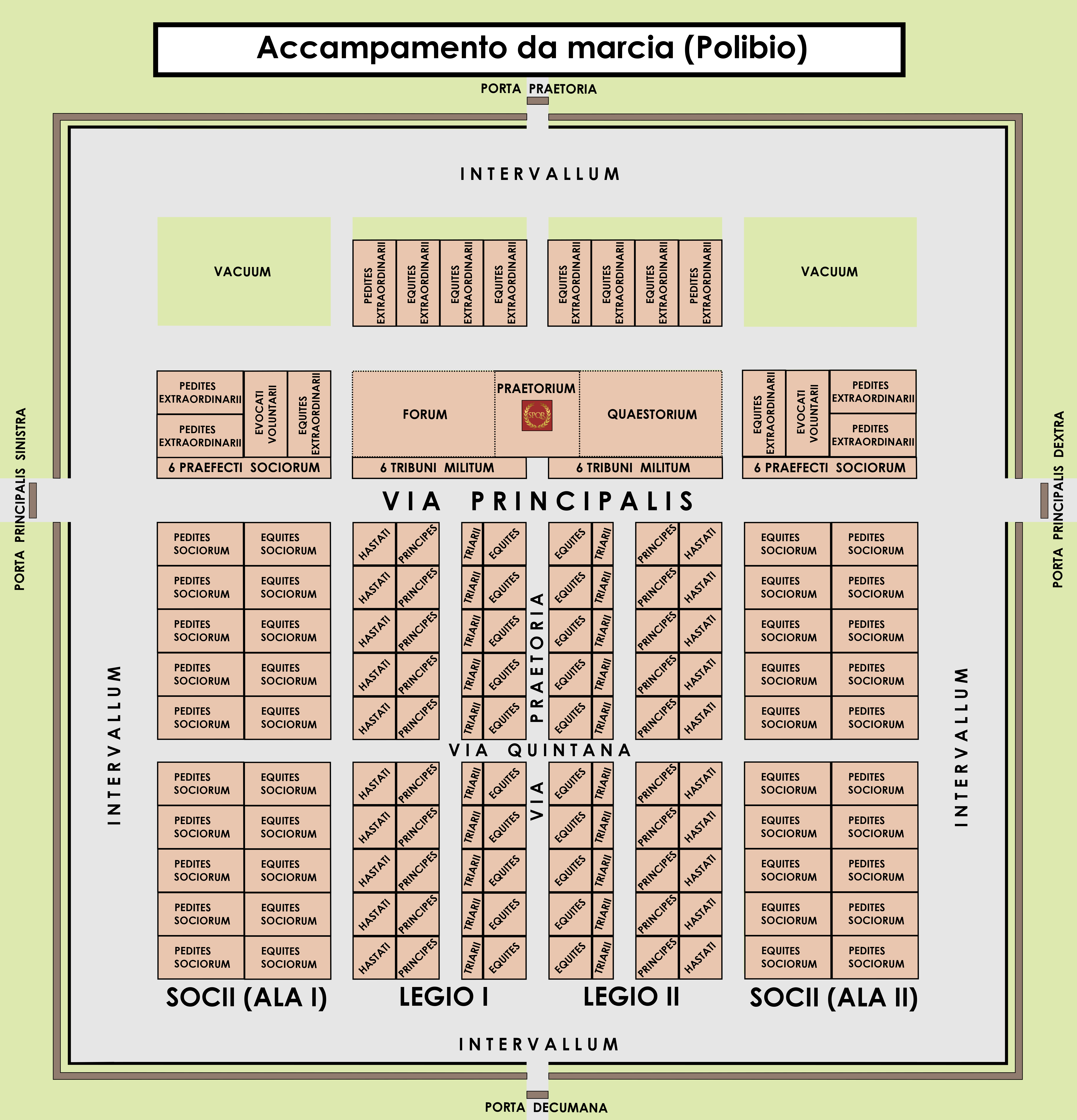
Schema di un accampamento di marcia romano del II secolo a.C., descritto da Polibio.

Fondamentale novità del periodo relativo alla legione manipolare, dovendosi condurre campagne militari sempre più lontane dalla città di Roma, vide il proprio gruppo di genieri costretti a trovare nuove soluzioni difensive adatte al pernottamento in territori spesso ostili. Ciò indusse i Romani a creare, sembra a partire dalle guerre pirriche, un primo esempio di accampamento militare da marcia fortificato, per proteggere le armate romane al suo interno.
Altro apporto del genio fu la costruzione di strade militari, che si cominciò a usare per migliorare e velocizzare gli spostamenti delle armate ed in seguito dalla stessa popolazione civile dopo che l'area era stata pacificata.
A partire dalle guerre pirriche furono mossi i primi importanti assedi ad opera dei Romani, tra cui l'assedio di Lilibeo,che comportò per la prima volta l'attuazione di tecniche d'assedio complesse.
Cesare apportò nel settore dell'ingegneria militare innovazioni determinanti, con la realizzazione di opere sorprendenti costruite con grande perizia e in tempi rapidissimi, come il ponte sul Reno o la rampa d'assedio costruita durante l'assedio di Avarico.

### Gerarchia interna
Il cursus honorum prevedeva che nessuno potesse intraprendere la carriera politica senza aver prestato almeno 10 anni di servizio militare.
Ogni manipolo era comandato da un centurione, il più importante dei quali era il primus pilus (primipilo), comandante dei triarii, uno dei pochi a servirsi del cavallo durante la marcia. Il primus pilus veniva scelto tra i soldati più coraggiosi ed esperti.
Il comando della legione era affidato al legatus, un magistrato facente le veci dei consoli nel comando di una specifica legione. Secondo nella gerarchia era un tribuno esperto, il tribuno laticlavio (in latino tribunus laticlavius), affiancato da altri cinque tribuni angusticlavi (dal latino angustum, "più stretto, in riferimento alla striscia purpurea ridotta degli equestri"). In assenza di tribuni, il comando era affidato al praefectus castrorum.

### Disposizione tattica

Schieramento in battaglia dell'esercito consolare polibiano nel III secolo a.C., con al centro le legioni e sui fianchi le Alae Sociorum (gli alleati italici) e la cavalleria legionaria e alleata.

L'esercito manipolare deve il suo nome alle modalità tattiche con cui la sua fanteria pesante era dispiegata in battaglia.
I manipoli erano unità di 120 uomini della medesima classe che risultavano abbastanza da permettere sul campo di battaglia i movimenti tattici delle singole unità di fanteria nel contesto del più grande esercito.
La fanteria al centro era sempre coperta ai fianchi da unità di cavalleria e disponeva di avanguardie di fanti leggeri, che davano inizio alla battaglia disturbando il nemico con dardi o giavellotti sul nemico, per poi ritirarsi al sicuro.
Mentre la prima linea centrale impegnava il nemico, grazie al rapido movimento ad arretrare dei manipoli, la cavalleria poteva tentare, inoltre, manovre evasive o accerchiamenti.
I Triarii, dopo aver accolto Hastati e Principes tra le loro file, serravano le file ed in un'unica ininterrotta schiera si gettavano sul nemico.
Con la riforma mariana, le legioni, ora schierate secondo il nuovo ordinamento coortale, venivano disposte normalmente su due linee (duplex acies), soluzione che permetteva di avere un fronte sufficientemente lungo ma anche profondo e flessibile.
Vi erano poi altri tipi di schieramenti praticati dalle armate romane del tardo periodo repubblicano: su una sola linea, quando era necessario coprire un fronte molto lungo come nel caso del Bellum Africum durante la guerra civile tra Cesare e Pompeo; o su tre linee (triplex acies), formazione spesso adoperata da Cesare durante la conquista della Gallia, con la prima linea formata da quattro coorti, e le restanti due, formate da tre coorti ciascuna. Le coorti schierate lungo la terza linea costituivano spesso una "riserva tattica" da utilizzare in battaglia, come avvenne contro Ariovisto in Alsazia.
Il tardo periodo repubblicano si contraddistingue, invece, per un certo dinamismo tattico dei legatus, i quali hanno ideato molti schieramenti alternativi, tra cui il giuliano triplex acies con prima linea formata da quattro coorti e le restanti due da tre coorti ciascuna.

### Modello strategico
Se in età regia la legione identificava l'esercito per intero, durante la repubblica le maggiori esigenze operative han via via fatto aumentare il numero di legioni attive contemporaneamente, seppur in maniera contingente.

Il mondo romano in tarda epoca repubblicana.

Fonti storiografiche riportano un primo conteggio di quattro legioni durante la guerra latina (340-338 a.C.), a cui andava sommato un numero pari di truppe alleate di fanteria e un numero triplo di cavalleria, il quale arriva al suo apice durante la seconda guerra punica dove l'esercito romano arrivò a contare ben 23 legioni tra cittadini romani e Socii (nel 212-211 a.C.); si trattava di una forza pari a circa 115 000 fanti e 13 000 cavalieri in base alle fonti), le quali non tengono conto delle truppe dislocate in Spagna agli ordini dei fratelli Gneo e Publio Scipione.
Giulio Cesare fu il primo a comprendere che la dislocazione permanente di una parte delle forze militari repubblicane doveva costituire la base per un nuovo sistema strategico di difesa dei confini del mondo romano, gettando così le basi per lo sviluppo dei vari limes.
Alla sua morte erano dislocate sul territorio 37 legioni, usate sfruttando appieno il potenziale in mobilità, di cui ben 6 in Macedonia, 3 in Africa Proconsolare e 10 nelle province orientali.
Al termine delle guerre civili tra Marco Antonio ed Ottaviano si contavano 60 legioni circa, pur se non a ranghi completi.

## Età alto imperiale

### Fanteria
La fanteria era formata in età alto imperiale da cittadini romani, inquadrati in unità chiamate legioni (formate per lo più da fanteria pesante), e truppe ausiliarie (socii) alle ali dello schieramento. All'interno delle stesse legioni vi erano anche limitati reparti di fanteria "leggera", come i velites o le leves, ma soprattutto si trattava di reparti di fanteria "pesante", come gli hastati, i principes ed i triarii.

#### Dalla grande riforma augustea agli Antonini

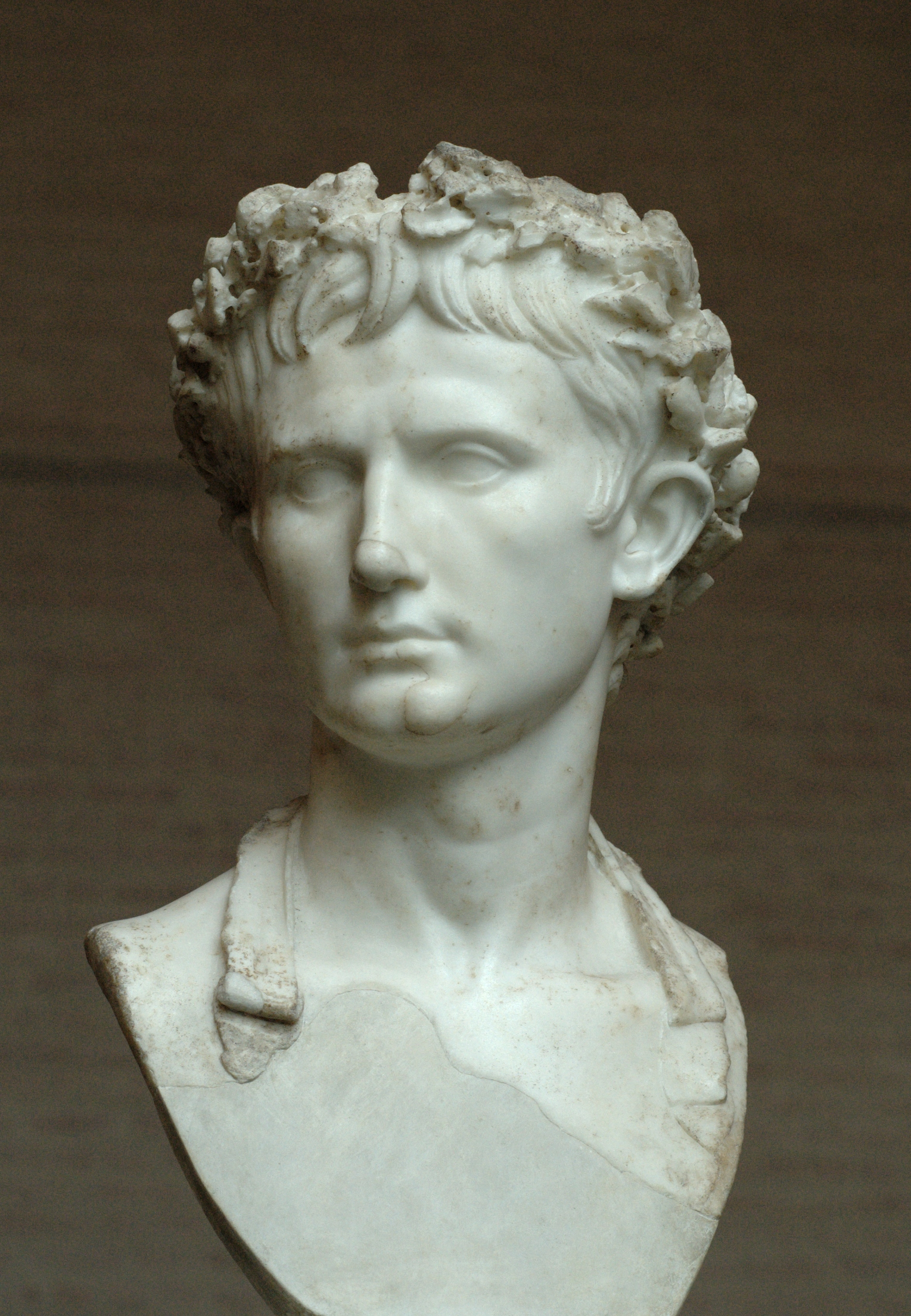
Busto di Augusto che indossa la corona civica
Monaco, Gliptoteca

La "spina dorsale" dell'esercito romano rimase la legione, in numero di 28 (25 dopo Teutoburgo). Ogni legione era composta di circa 5 000 cittadini, in prevalenza Italici (attorno al 65%, per lo più provenienti dalla Gallia Cisalpina, mentre il restante 35% era formato da cittadini romani residenti nelle province), per un totale di circa 140 000 uomini (e poi circa 125 000), che si rinnovavano con una media di 12 000 armati all'anno. L'ufficiale a capo della legione divenne ora un membro dell'ordine senatorio con il titolo legatus Augusti legionis. Le legioni erano arruolate fra i circa 4 000 000 di cittadini romani.
È con Ottaviano Augusto, in un periodo compreso tra il 30 a.C. e il 14 a.C., che la legione cambiò struttura, aumentando i suoi effettivi fino almeno a 5 000 soldati, essenzialmente fanti ma anche cavalieri (120 per legione, comandati da centurioni, non da decurioni), questi ultimi con funzioni di esplorazione, messaggeri o scorta del legatus legionis. La cavalleria legionaria, abolita nell'epoca di Gaio Mario, fu reintrodotta in modo definitivo da Augusto. Si trattava però di una forza alquanto ridotta, i cui cavalieri erano dotati di uno scudo più piccolo e rotondo (detto parma o clipeus), come ci racconta Giuseppe Flavio, al tempo della prima guerra giudaica. Potrebbe essere stata, infine, abolita da Traiano.
La fanteria legionaria era divisa in 10 coorti (di cui nove di 480 armati ciascuna), che al loro interno contavano 3 manipoli di 2 centurie. La riforma della prima coorte avvenne in un periodo imprecisato, sicuramente tra l'epoca di Augusto e quella dei Flavi. Si trattava di una coorte milliare, vale a dire di dimensioni doppie rispetto alle altre nove coorti, con 5 centurie (non 6) di un numero doppio di armati (160 ciascuna), pari a 800 legionari complessivi, ed a cui era affidata l'aquila della legione.
Sempre ad Augusto si deve l'introduzione di un esercito di professionisti che rimanessero in servizio non meno di sedici anni per i legionari, portati a venti nel 5 (come era successo fin dai tempi di Polibio, in caso di massima crisi), e venti-venticinque per le truppe ausiliarie. A questo periodo di servizio poteva subentrarne uno ulteriore di alcuni anni tra le "riserve" di veterani, in numero di 500 per legione (sotto il comando di un curator veteranorum).

#### I successori di Augusto: da Tiberio a Commodo
Tiberio dispose che l'acquartieramento delle legioni lungo il limes acquisisse le caratteristiche di una maggiore permanenza e stabilità, tanto che i terrapieni, rinforzati con una palizzata in legno, diventassero sempre più massicci, mentre gli alloggiamenti più confortevoli, mentre in rari casi sembra che alcuni accampamenti legionari siano stati costruiti in pietra (come ad Argentoratae e Vindonissa);
Al tempo di Vespasiano sembra si attuò la riforma della prima coorte, che secondo alcuni studiosi moderni potrebbe essere invece avvenuta all'epoca di Augusto. Si trattava di una coorte milliare, vale a dire di dimensioni doppie rispetto alle altre nove coorti, con 5 centurie (non quindi 6) doppie di 160 armati ciascuna (non quindi 80), in tutto pari a 800 legionari, a cui era affidata l'aquila della legione. Primo esempio di costruzioni che ospitassero una coorte di queste dimensioni lo si trova nella fortezza legionaria di Inchtuthill in Scozia.
Al tempo delle guerre marcomanniche fu l'uso da parte di Marco Aurelio di vexillationes, al fine di comporre un esercito di invasione e poi di occupazione della neo-provincia di Marcomannia, come testimoniano numerose iscrizioni, tra cui quella rinvenuta a Leugaricio, delle legioni I Adiutrix e II Adiutrix.

### Comandi complementari interni alla legione

#### Cavalleria legionaria (e ausiliaria)
La cavalleria legionaria, abolita nell'epoca di Gaio Mario, fu reintrodotta da Augusto. Si trattava però di una forza alquanto ridotta, composta di soli 120 cavalieri (comandati da centurioni, non da decurioni; dotati di uno scudo più piccolo e rotondo, detto parma o clipeus), come ci racconta Giuseppe Flavio, al tempo della prima guerra giudaica.
Potrebbe essere stata abolita, almeno per un breve periodo di tempo dall'imperatore Traiano, considerando che viene citata in un discorso del suo successore, Adriano. In questo periodo esistevano, infatti, numerosi reparti di cavalleria ausiliaria (formata da provinciali e alleati, i cosiddetti peregrini), quale degno completamento tattico e strategico alla fanteria legionaria (formata invece da cittadini romani).
Si trattava di unità altamente specializzate, arruolate in aree territoriali di antiche tradizioni, come segue:
- "pesante", come i catafratti (di origine orientale o sarmata, a partire dai principati di Traiano ed Adriano (vedi sotto), dotati di una lunga e pesante lancia, chiamata contus (usata normalmente con l'ausilio di entrambe le mani, poiché a volte raggiungeva i 3,65 metri di lunghezza[72]), oltre al fatto di essere interamente rivestiti di una maglia di metallo, cavaliere e cavallo (chiamata lorica squamata, formata da "scaglie" di metallo; o lorica hamata, fatta invece da anelli del diametro di 3-9 mm[73]);
- "leggera", come quella numida o maura, dotata di un piccolo scudo rotondo (clipeus), una spatha che a volte raggiungeva i 90 cm[74] (certamente più lunga rispetto al gladio del legionario), una lancea più leggera (normalmente lunga 1,8 metri[74]) ed in alcuni casi un'armatura (lorica hamata o squamata);
- sagittaria, come gli arcieri orientali[75] o quelli Traci[76] a cavallo;
- ed infine "mista", come le coorti equitate.

### Genio militare
In età alto-imperiale venne riorganizzato anche il reparto di tecnici e ingegneri militari atti a rendere più agevole il cammino delle armate romane durante le campagne militari o la loro permanenza negli alloggiamenti estivi (castra aestiva) ed invernali (hiberna). E così se le strade romane potevano essere utilizzate per velocizzare lo schieramento degli eserciti durante le operazioni di "polizia" lungo i confini imperiali, alcuni tipi di ponti potevano essere montati e smontati velocemente senza impiego di chiodi: in questo modo i legionari, che trasportavano un equipaggiamento di circa 40 chili (comprendente anche un palo per la palizzata del campo) potevano percorrere nella marcia circa 24 chilometri al giorno (40 quando potevano viaggiare più leggeri). In altri casi si provvedeva alla costruzione di strade in zone acquitrinose (pontes longi), come avvenne in Germania durante il periodo della sua occupazione (dal 12 a.C. al 9 d.C.).
L'artiglieria romana comprendeva baliste (ogni legione ne aveva 55, servite ciascuna da 11 uomini), ossia grandi balestre montate su ruote, che grazie alla torsione delle loro corde lanciavano a più di 500 metri distanza dardi di 3 cubiti (132 cm), che potevano essere anche incendiati. Insieme alle baliste c'erano anche gli "scorpioni", simili alle precedenti ma molto più piccoli e maneggevoli. Insieme alle baliste venivano schierati anche gli onagri (catapulte chiamate così per il rinculo che producevano durante il lancio), che lanciavano massi ricoperti di pece, cui si appiccava il fuoco, creando vere "bombe incendiarie", con lo scopo di abbattere le difese nemiche, distruggendo mura ed edifici. L'artiglieria era naturalmente usata anche nelle battaglie campali. Tale uso fu fatto da Germanico nel 14 d.C. contro i Catti e nel 16 d.C. contro i Cherusci nell'assalto delle truppe romane contro un terrapieno difeso dai barbari.
I genieri in forza alle legioni erano in grado di costruire e schierare potenti armi collettive, in funzione sia offensiva che difensiva, come catapulte, onagri (10 per legione, ovvero 1 per coorte), scorpioni e carrobaliste (55 per legione), con una funzione tattica analoga a quella della attuale artiglieria campale; inoltre vi erano altre macchine usate esclusivamente per l'assedio, come baliste, arieti, torri d'assedio, vinee.
Addetti alle armi da lancio erano in primo luogo i ballistarii, i quali grazie ad un'elevata specializzazione, appartenevano a quel gruppo di legionari privilegiati, chiamati immunes. Erano alle dipendenze di un Magister ballistarius (attestato fin dal II secolo), che a sua volta era coadiuvato da un optio ballistariorum (attendente alla cura del comandante) ed un certo numero di doctores ballistariorum (sottufficiali).
Funzioni civili
Ma il genio della legione non assolveva soltanto a funzioni militari. Si conoscono addetti e veterani delle legioni che erano richiamati anche per incarichi civili nelle città e servivano da collaboratori delle autorità provinciali. Si segnala il caso del veterano librator Nonio Dato che fu richiamato dal proconsole della Mauretania Cesariense come addetto alla supervisione per la costruzione dell'acquedotto della città di Saldae. Lo stesso Plinio in Bitinia ricevette la richiesta di selezionare dei tecnici della più vicina legione per l'edificazione di un canale. Quest'impiego del personale tecnico specializzato delle legioni poté riguardare tutte le legioni e le province dell'impero. Spesso le stesse coorti assolvevano anche a compiti di polizia nelle città, come a Cartagine, dove ogni coorte della III Augusta  si alternava periodicamente nel presidio della città.

#### Gerarchia interna
Le gerarchie di comando rimasero pressoché identiche a quelle dell'epoca di Gaio Mario e Gaio Giulio Cesare, anche se ora ogni coorte disponeva di un vessillifero, vestito con pelle di leone o d'orso, e che serviva per riconoscere le proprie insegne. Partendo dalla base troviamo:
1. il semplice miles (legionario romano), poi
2. gli immunes (soldati semplici "specializzati", che avevano identica paga del semplice miles, ma esentati dai lavori pesanti): genieri, artiglieri, istruttori di armi, i frumentarii (polizia militare), falegnami, medici, custos armorum (custodi d'armi) e alcuni tra i responsabili amministrativi (come il curator, il librarius), il decanus (a capo di un contubernium di 8 miles[86]);
3. i principales (sotto-ufficiali con incarichi tattici) a loro volta divisi in (a seconda del livello del loro stipendium):
  1. sesquiplicarii (paga pari a 1,5 volte quella di un soldato semplice), ovvero il cornicen, il bucinator, il tubicen, il tesserarius ed il beneficiarius e
  2. duplicarii (paga pari al doppio rispetto a quella di un soldato semplice), ovvero l'optio, l'aquilifer, il signifer, l'imaginifer, il vexillarius equitum, il cornicularius e il campidoctor. A questo punto si trovano gli ufficiali della legione imperiale.[55][61][87]
4. i 54 centurioni dalla X alla II coorte (all'interno della quale la gerarchia era in modo crescente: dall'hastatus posterior, al princeps posterior, poi al pilus posterior, all'hastatus prior, al princeps prior ed al pilus prior);[88][89][90]
5. i 5 centurioni della I coorte, di cui il più alto in grado era chiamato primus pilus, partendo dal più basso in grado, l'hastatus posterior, al princeps posterior, all'hastatus prior, al princeps prior, fino appunto al primus pilus;[88] quest'ultimo poteva poi accedere al tribunato nei Vigili a Roma oppure alla prefettura di una coorte quingenaria;[90][91]
6. un tribuno al comando della cavalleria, il sexmenstris, in carica 6 mesi (di età attorno ai 20 anni[61]);[55]
7. i 5 tribuni angusticlavii, di ordine equestre, ciascuno al comando di 2 coorti (di età attorno ai 30 anni[90]);[55][61]
8. un praefectus fabrum, a capo di ingegneri e sottoposto al legatus legionis (almeno fino a Claudio);[90]
9. un praefectus castrorum (prefetto dell'accampamento);[55][61]
10. un tribunus laticlavius (di solito il primo incarico per un giovane dell'ordine senatoriale);[55][61][92]
11. un legatus legionis, sempre di rango senatorio, a cui era affidato il comando di una singola legione, normalmente per due o tre anni. Nel caso in cui la provincia fosse stata difesa da una sola legione, il comando della stessa veniva affidato direttamente al governatore, il legatus Augusti pro praetore.[55][61][93]
12. un praefectus legionis di rango equestre (per la legione della sola provincia d'Egitto; a partire da Settimio Severo anche per le tre legioni partiche, legio I, II e III; a partire da Gallieno sostituisce tutti i legati legionis).

#### Disposizione tattica

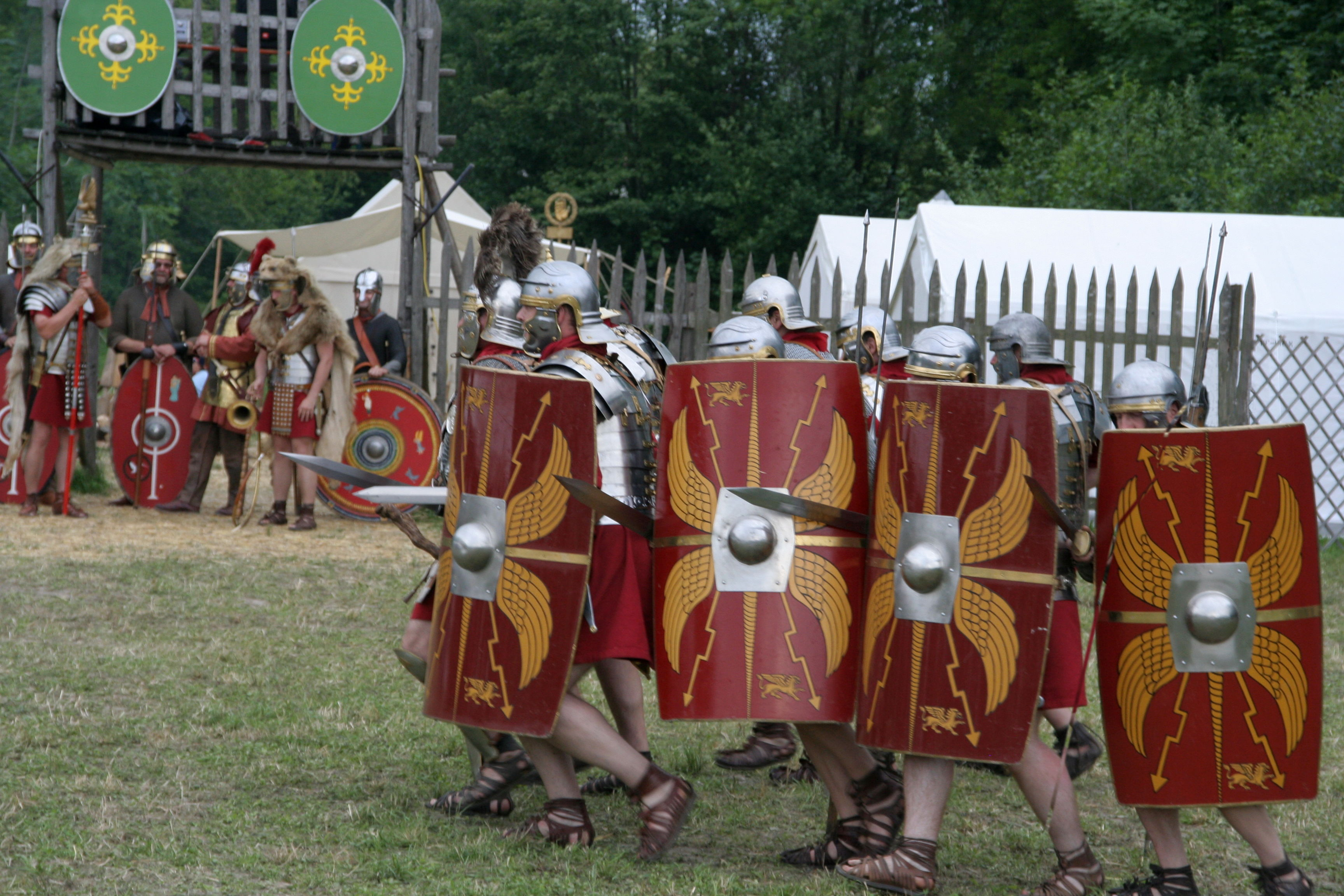
Contubernio in fase di attacco. I legionari avanzavano riparandosi dietro lo scudo e impugnando il gladio, che veniva usato colpendo velocemente di punta (e non di taglio) dal basso verso l'alto, puntando alla zona addominale.

Il modello ideale di disposizione tattica della legione in epoca alto-imperiale è fornito dal racconto di Tacito della vittoria della Legio III Augusta, comandata dal proconsole Furio Camillo, su Tacfarinace nel 17 d.C.
In questo scontro il proconsole riunì tutte le truppe sotto il suo comando, comprese alcune unità ausiliarie, e mosse battaglia contro il ribelle numida, quest'ultimo supportato da unità maure. La legione fu schierata, non si sa in quante acies (se singula, duplex o triplex), con le centurie (o i manipoli) al centro dello schieramento (10 coorti di 480 uomini l'una, per un totale di 60 centurie): la prima coorte disposta a partire da destra, in prima fila, e la cavalleria legionaria, i tribuni e il legato Camillo davanti al contingente di cavalleria legionaria collocata immediatamente dietro l'ultimo ordine delle coorti. A destra e a sinistra dei legionari "le coorti leggere e due ali di cavalleria". Immediatamente a sinistra e a destra la prima e la seconda coorte di ausiliari, composte ciascuna da 480 uomini, mentre alle parti estreme le due ali di cavalleria ausiliaria (probabilmente numidica), formata ciascuna da 500 cavalieri divisi in 16 turmae.
In questo episodio appare evidente come la legione si reggesse, per quanto attiene alle forze di cavalleria, sull'esclusivo apporto di ausiliari e numeri alloctoni. Allo stesso modo si comprende come essa non fosse adatta alle schermaglie, alle scaramucce di confine e al presidio delle zone frontaliere, a motivo della sua struttura lenta e poco manovrabile. La sconfitta di Crasso a Carre rimane l'emblema delle debolezze di un esercito privo di forze mobili, esposto ai colpi di una cavalleria sfuggente e dedita alla tattica d'incalzo. La stessa cavalleria legionaria in servizio presso le legioni non aveva una funzione tattica sul campo, ma era impiegata in operazioni di ricognizione, di picchetto e avanscoperta. Si capisce quindi come le forze ausiliarie (fanteria e cavalleria leggere, tiratori) fossero componenti complementari e non alternative alle legioni; una campagna di conquista senza queste forze e senza l'apporto della loro cavalleria (organizzata in alae e cohortes equitatae), sarebbe stata altrimenti inattuabile.
Il non uso delle staffe da parte dei romani non impediva del resto l'uso della cavalleria romana ausiliaria, pesante e leggera, come forza d'attacco. Tale cavalleria costituiva quindi anche un elemento d'urto e non solo una forza di ricognizione, compito cui era assegnato semmai, come già detto, il piccolo contingente a cavallo della legione.

#### Modello strategico

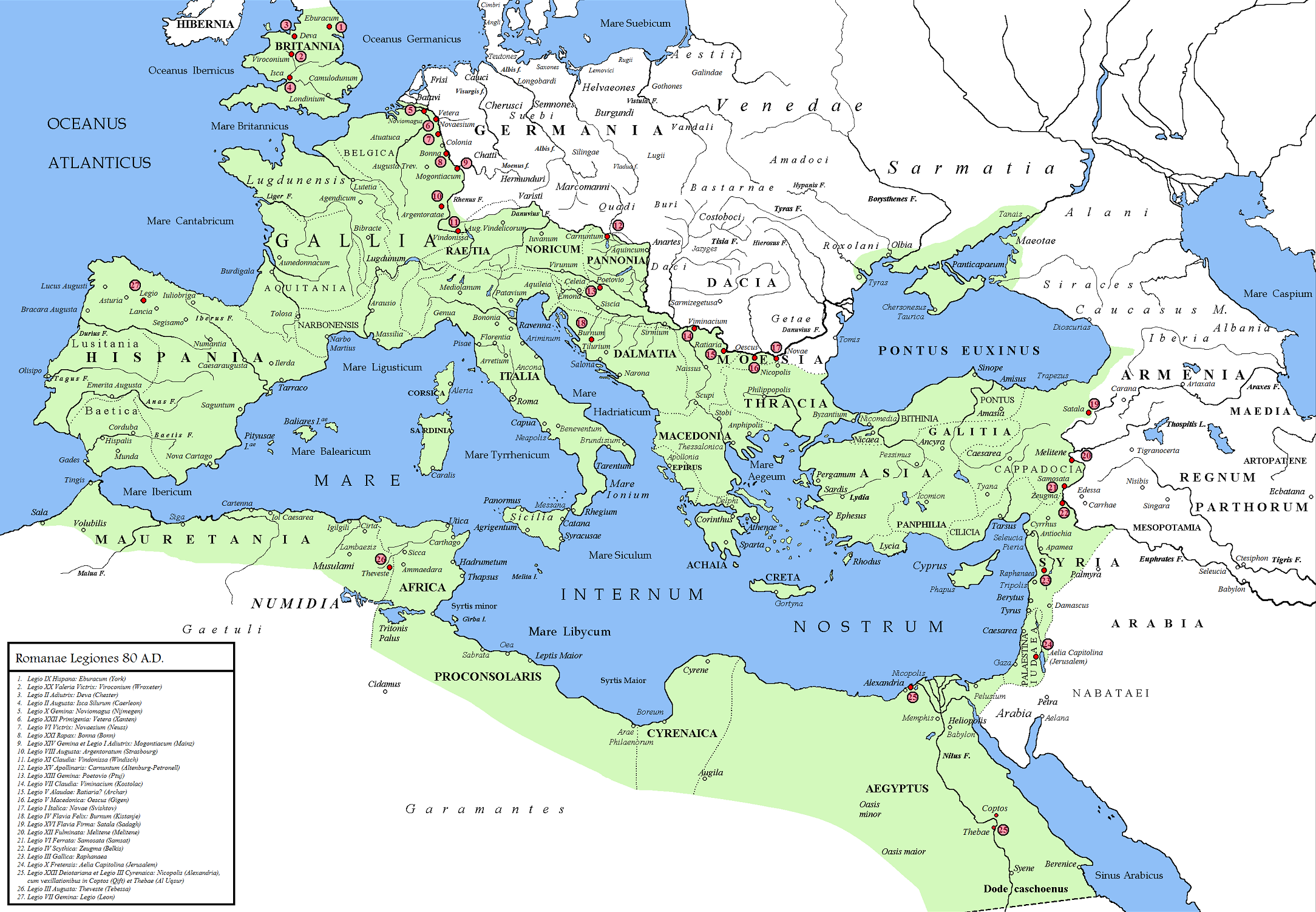
Il mondo romano poco dopo la morte di Vespasiano (nell'80) e la relativa dislocazione delle legioni romane.

Riordinò l'intero sistema di difese dei confini imperiali, acquartierando in modo permanente legioni e auxilia in fortezze e forti lungo il limes. Delle legioni sopravvissute alla guerra civile, 28 rimasero dopo Azio, e 25 dopo la disfatta di Teutoburgo, oltre ad un numero crescente di auxilia. In totale vi erano circa 340 000 uomini, di cui 140 000 servivano nelle legioni.
Caligola creò nel 39, due nuove legioni, per una campagna in Germania Magna, sulle orme di suo padre Germanico e di suo nonno Druso maggiore: XV Primigenia e la XXII Primigenia;
Nerone creò una nuova legione nel 66-67, composta da italici tutti di statura molto elevata, a cui venne dato il nome di I Italica, e che lo stesso Nerone ribattezzò “falange di Alessandro Magno”, circostanza che denotò le grandiose idee che si celavano nella sua mente. L'obiettivo della campagna militare consisteva nell'occupare le cosiddette “porte del Caspio” (passo di Darial), sottomettendo il popolo degli Albani e forse degli stessi sarmati Alani più a nord.
Galba portò a termine l'arruolamento delle legioni I Adiutrix (i cui effettivi erano costituiti da uomini che avevano prestato servizio nelle flotte italiche di Miseno e Ravenna) e VII Gemina.
Vespasiano, al termine della guerra civile e della rivolta dei Batavi, sciolse ben quattro legioni che avevano trascinato nel fango le proprie insegne macchiandosi di disonore (I Germanica, IV Macedonica, XV Primigenia e XVI Gallica) e ne riformò tre nuove (II Adiutrix Pia Fidelis, IV Flavia Felix, e XVI Flavia Firma) dando la possibilità ad alcuni di fare pubblica ammenda. Il figlio Domiziano creava una nuova legione in vista delle campagne in Germania, nella regione degli agri decumates: la I Minervia.
Traiano formò due nuove legioni, la prima in vista della conquista della Dacia (la XXX Ulpia Victrix, il cui numerale indicava che in quel momento vi erano esattamente 30 unità legionarie), la seconda prima delle campagne partiche (la II Traiana Fortis). Marco Aurelio, infine, formò attorno al 165-166 due nuove legioni. Si trattava della II e III Italica.

### Dai Severi all'anarchia militare

#### Struttura della legione

##### Riforma di Settimio Severo

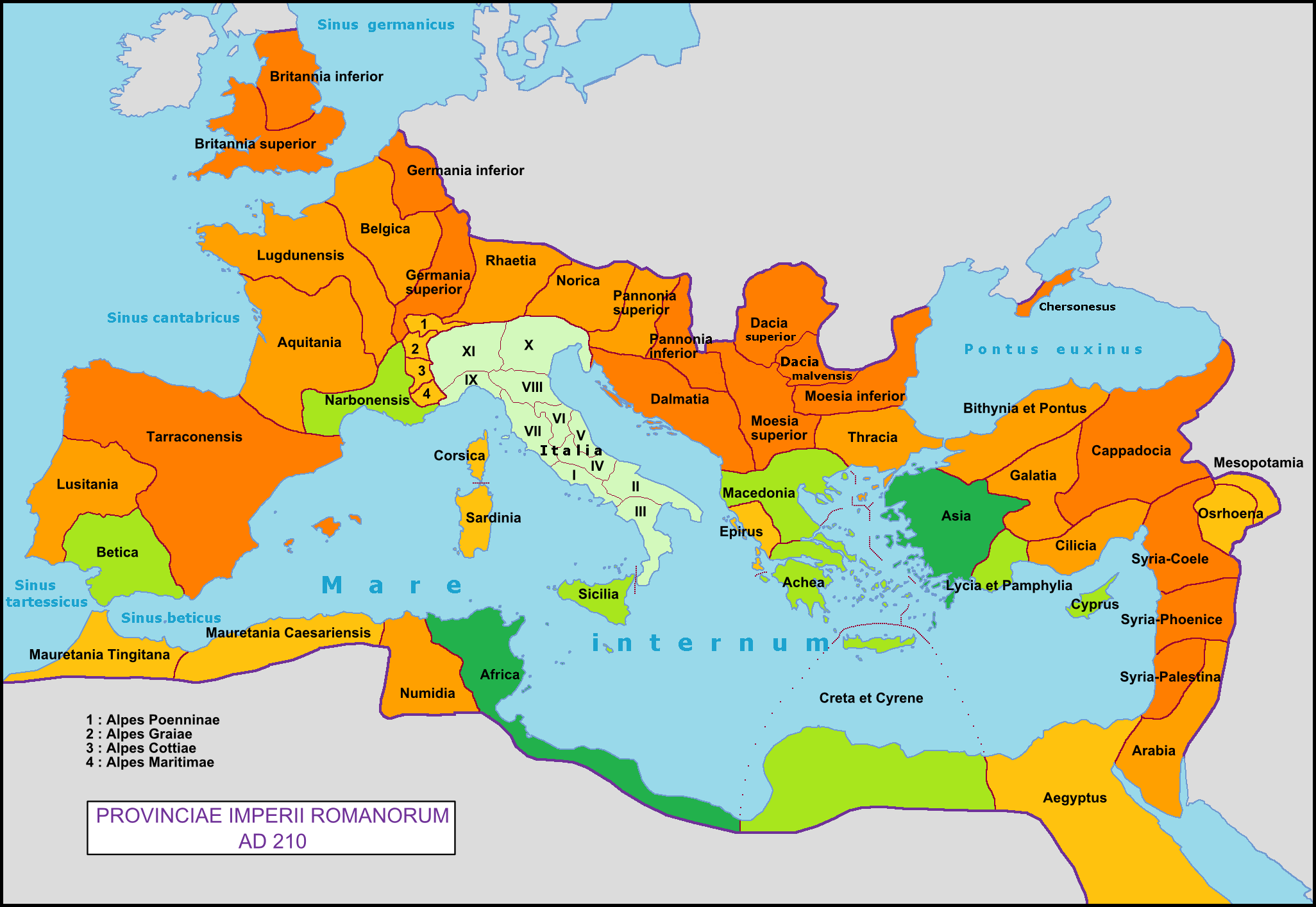
L'impero romano un anno prima della morte di Settimio Severo, avvenuta nel 211.

Settimio Severo avviò importanti riforme militari che toccarono numerosi aspetti dell'esercito romano e che costituirono le basi del successivo sistema fondato sugli imperatori militari del III secolo. Creò la prima forma di autocrazia militare, togliendo potere al Senato dopo aver messo a morte numerosi membri dello stesso. Sebbene la struttura base della legione continuò ad essere quella della riforma augustea, il numero delle legioni venne aumentato di un 10% e portato a 33 (con la creazione delle legioni I, II e III Parthica). Egli favorì i legionari in svariati modi:
- aumentando loro la paga, oltre a distribuire loro frequenti donativa al termine di ogni campagna militare, tanto che il figlio Caracalla concesse un ulteriore aumento della paga del 50% ai legionari;[109]
- riconoscendo loro il diritto di sposarsi durante il servizio militare,[63] oltre a permettere loro di abitare con la propria famiglia, non lontano dalle fortezze legionarie (canabae), di fatto introducendo una maggior "regionalizzazione" delle legioni, che in questo modo si legarono non solo al loro comandante, ma anche al territorio;
- aumentando il reclutamento di provinciali, tanto che, una volta entrato a Roma sostituì gli effettivi delle coorti pretorie (ora raddoppiati) con soldati scelti delle legioni pannoniche, per punire coloro che si erano in precedenza schierati contro di lui durante la guerra civile;[110]
- favorendo la nomina di comandanti dell'ordine equestre nelle legioni di sua fondazione (I, II e III Parthica), ponendo a capo delle stesse non un legatus legionis, bensì un praefectus legionis, cominciando quel lento processo che culminerà con Gallieno nell'abolizione delle cariche senatoria nell'esercito romano (a questo aspetto va aggiunta la naturale ostilità di Severo verso il senato). Non a caso si trova un altro praefectus legionis in Britannia al tempo delle campagne dello stesso Severo.[111]
- operando, infine, una serie di altre concessioni, tese a migliorare la condizione dei soldati, tra le quali l'istituzione dell'annona militare, il miglioramento del rancio, la possibilità per i graduati di riunirsi in scholae (sorte di associazioni, di collegia), riconoscendo inoltre segni di distinzione particolari: la veste bianca per i centurioni (che Gallieno avrebbe esteso a tutti i soldati) e l'anello d'oro per i principales.

##### Riforma di Gallieno

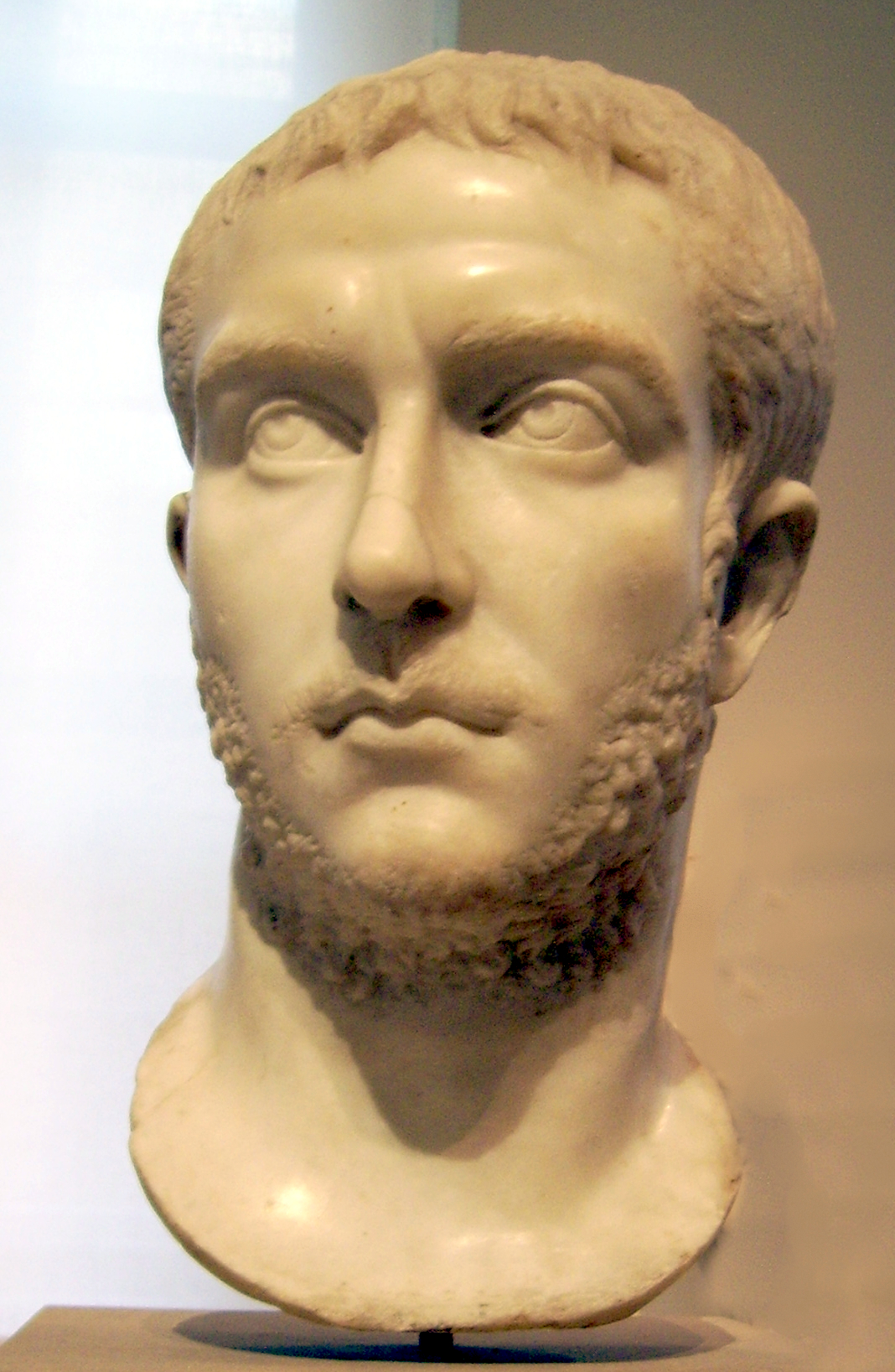
L'imperatore Gallieno che regnò per quindici anni, mise in atto la prima vera riforma dell'esercito romano dai tempi di Augusto.

Non è chiaro se sia stato l'imperatore Gallieno ad aumentare il contingente di cavalleria interno alla legione stessa, portandolo da soli 120 cavalieri a 726 (pari a 22 turmae), o i suoi successori, gli imperatori illirici, come una parte della storiografia moderna sembra sostenere. La verità è che la nuova unità di cavalleria legionaria risultava divisa tra le dieci coorti legionarie, dove alla prima coorte erano affiancati 132 cavalieri (4 turmae), mentre alle altre nove 66 ciascuna (2 turmae per ciascune delle nove coorti). Questo incremento della cavalleria fu dovuto proprio alla necessità di avere un esercito sempre più "mobile" e versatile nel corso del III secolo, come conseguenza delle continue invasioni, sia da parte dei barbari lungo i confini settentrionali, sia a causa della crescente minaccia orientale, dove alla dinastia dei Parti Arsacidi subentrò (dal 224) quella dei Sasanidi, assai più bellicosa e che intendeva replicare ai fasti dell'antico Impero achemenide.
Gallieno promosse il rafforzamento delle vexillationes equitum, i reparti mobili a cavallo, in particolare svincolando la cavalleria dal controllo dei governatori provinciali e collocandola in alcuni centri strategici come Mediolanum (Milano). Promossa o meno da Gallieno, si assistette al consolidamento delle forze di uomini a cavallo, detti Equites promoti (con base nella già citata Milano) formati da unità reclutate nell'Illirico (dalmatae), in Nord Africa (mauri) e in aggiunta da forze d'élite (scutarii), sempre svincolati dalla legione, non è chiaro se preposte all'intervento come forza d'emergenza nel caso di invasione ("riserva mobile"). Queste forze insieme erano definite Equites illyriciani o vexillatio. L'importanza di questa nuova organizzazione crebbe a tal punto che chi guidava queste unità di cavalleria poteva aspirare a ruoli di maggiore prestigio e addirittura a proclamarsi imperatore (si pensi a Claudio il Gotico e Aureliano). Con Gallieno, inoltre, si completava la fine delle responsabilità militari dell'ordine senatorio a tutto vantaggio dell'ordine equestre, procedimento iniziato sotto Settimio Severo e che portò all'abolizione della figura del legatus Augusti pro praetore di rango pretorio. Con un editto infatti l'imperatore abrogò l'accesso dei senatori alla legazione di legione.

#### Comandi complementari interni alla legione

##### Cavalleria legionaria (e ausiliaria)
La cavalleria legionaria di questo periodo appare divisa ancora in turmae e guidata da decurioni. In battaglia, il decurione era affiancato dal draconarius, portatore dell'insegna del draco (simbolo di nuova introduzione per le coorti e le unità di cavalleria, di derivazione dacico-sarmatica), e seguito da un calo (lo schiavo del decurione che montava il suo cavallo di riserva).
Premesso ciò, al tempo di Alessandro Severo, aumentò il ricorso sempre più frequente ad unità ausiliarie di arcieri montati (tra osroeni, palmireni ed emesiani), integrati nei numeri di cavalieri dalmati e mauri, operativi già nel II secolo; oltre a cavalieri in particolar modo quelli corazzati (i cosiddetti catafrattari, clibanarii), reclutati sia in Oriente, sia tra i Sarmati, ma anche di quelli "leggeri" provenienti dalla Mauretania.

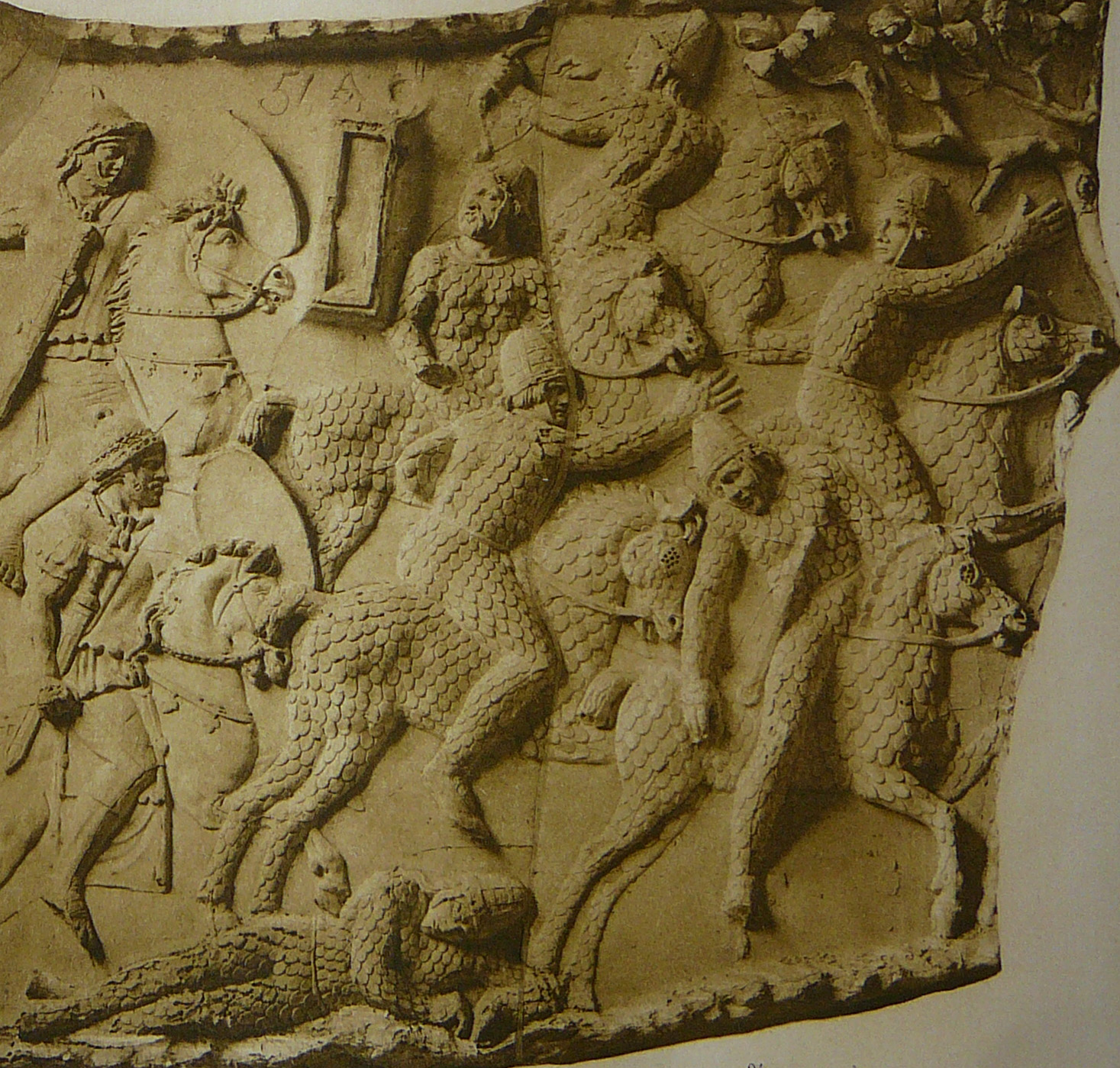
Catafratti tra i sarmati Roxolani che combatterono contro Traiano durante la conquista della Dacia degli anni 101-106.

Le prime unità di catafratti erano state, infatti, create da Adriano. A partire da questo periodo si cominciò a fare ricorso ad unità di contarii, truppe armate di contus, ad imitazione dello stile di combattimento aggressivo tipico di sarmati e iazigi, fondato sulla carica diretta. Già all'inizio del 69 unità sarmatiche erano state assoldate per presidiare la frontiera in Mesia, anche se tali truppe erano sospettate di essere facilmente corruttibili. Una delle prime unità di contarii fu l'Ala I Ulpia contariorum militaria, di stanza nella vicina Pannonia inferiore, costituita successivamente alla campagna dacica di Traiano. Questi cavalieri non avevano elmo o armatura, ma erano muniti solo di lancia.
Il successore di Alessandro Severo, Massimino il Trace, promosse la barbarizzazione dell'esercito romano, essendo lo stesso Imperatore nato senza la cittadinanza romana, ed aumentò l'importanza della cavalleria di origine germanica e catafratta sarmatica, arruolata dopo aver battuto queste popolazioni durante le guerre del 235-238. L'aumento degli effettivi della cavalleria, non solo andava ad accentuare la caratteristica di maggior mobilità dell'esercito romano, costituendone una nuova "riserva strategica" interna (insieme alla legio II Parthica, formata in precedenza da Settimio Severo), ma anche quella di tradursi in un esercito meno di "confine o sbarramento" che ne aveva caratterizzato il periodo precedente fin dai tempi di Adriano.
Questo processo di graduale incremento di reparti di cavalleria, potrebbe aver generato una maggiore "mobilità" anche nella legione stessa, che culminò con la riforma di Gallieno. Di fatto la cavalleria andava a costituire una sorta di "nuova riserva strategica" collocata nelle retrovie, in aggiunta alla legio II Parthica. L'esercito iniziava a tradursi in una forza meno stanziale, non più puramente di "confine o sbarramento", come era stato per i due secoli precedenti, in cui era apparsa legata in prima istanza alle forze di fanteria e in misura ridotta a quelle montate.

##### Genio militare
Ad Alessandro Severo si deve un uso crescente presso tutte le fortezze del limes di nuovi modelli di catapulte (ballistae, onagri e scorpiones), al fine di tenere impegnato il nemico fino all'accorrere delle "riserve strategiche" (concetto iniziato con Settimio Severo, sviluppato da Gallieno, Diocleziano e Costantino I.

#### Gerarchia interna
Con Gallieno, che di fatto abolì le cariche senatoriali all'interno dell'esercito romano e, di conseguenza, anche all'interno della legione stessa (le cariche di tribunus laticlavius e legatus legionis scomparvero), la gerarchia subì una parziale modifica almeno nella parte concernente l'alto comando. Ciò potrebbe essere spiegato anche tenendo conto del fatto che il ceto senatorio era ormai disabituato a ricoprire responsabilità militari e appariva sguarnito delle competenze idonee a condurre gli eserciti. Questo punto della riforma, però, eliminò definitivamente ogni legame tra le legioni e l'Italia, poiché i nuovi comandanti, che erano spesso militari di carriera partiti dai gradi più bassi e arrivati a quelli più alti, erano interessati solo al proprio tornaconto o al massimo agli interessi della provincia d'origine, ma non a Roma. Il resto del corpo di truppa, degli ufficiali e sotto-ufficiali rimase pressoché invariato:
- il semplice miles (legionario romano);
- gli immunes (soldati semplici "specializzati", che avevano identica paga del semplice miles, ma esentati dai lavori pesanti): ingegneri, artiglieri, istruttori di armi, i frumentarii (polizia militare), falegnami, medici, custos armorum (custodi d'armi) e alcuni tra i responsabili amministrativi (come il curator, il librarius);
- i principales (sotto-ufficiali con incarichi tattici) a loro volta divisi in (a seconda del livello del loro stipendium):
  - sesquiplicarii (paga pari a 1,5 volte quella di un soldato semplice), ovvero il cornicen, il bucinator, il tubicen, il tesserarius ed il beneficiarius e
  - duplicarii (paga pari al doppio rispetto a quella di un soldato semplice), ovvero l'optio, l'aquilifer, il signifer, l'imaginifer, il vexillarius equitum, il cornicularius ed il campidoctor. A questo punto si trovano gli ufficiali della legione imperiale.[55][61]
- i 22 decurioni, uno per turma, della riforma di Gallieno (o degli Imperatori illirici).[114]
- i 54 centurioni dalla IX alla II coorte (all'interno della quale la gerarchia era in modo crescente: dall'hastatus posterior, al princeps posterior, poi al pilus posterior, all'hastatus prior, al princeps prior ed al pilus prior);[88][89][90]
- i 5 centurioni della I coorte, di cui il più alto in grado era chiamato primus pilus, partendo dal più basso in grado, l'hastatus posterior, al princeps posterior, all'hastatus prior, al princeps prior, fino appunto al primus pilus;[88] quest'ultimo poteva poi accedere al tribunato nei Vigili a Roma oppure alla prefettura di una coorte quingenaria;[90][91]
- un tribuno al comando della cavalleria, il sexmenstris, in carica 6 mesi (di età attorno ai 20 anni[61]);[55]
- i 5 tribuni angusticlavii, di ordine equestre, ciascuno al comando di 2 coorti (di età attorno ai 30 anni[90]);[55][61]
- un praefectus fabrum, a capo di ingegneri e sottoposto al legatus legionis (almeno fino a Claudio);[90]
- un praefectus legionis di rango equestre, identificabile con il "vecchio" praefectus castrorum (prefetto dell'accampamento).

#### Disposizione tattica
Ad Alessandro Severo risalirebbe un'importante modifica tattica, come il ritorno allo schieramento falangitico di più legioni contemporaneamente, fino a costituire una massa d'urto di 6 legioni complessive (per un totale di 30 000 armati), fianco a fianco, senza alcun intervallo tra loro.

#### Modello strategico
Sotto Settimio Severo venne aumentato il numero delle legioni romane a 33, con la costituzione di ben tre unità, in vista delle campagne partiche: la legio I, II e III Parthica. Venne posta una legione di riserva in prossimità di Roma, nei Castra Albana, dove fu alloggiata la II Parthica. L'esercito ora poteva contare su 400 000 armati complessivamente. Un numero comunque esiguo se si pensa che dovevano presidiare circa 9 000 chilometri di confine, controllare e difendere i 70 milioni di abitanti dell'Impero e che per raggiungere il confine dall'Italia occorrevano mediamente 2 mesi di marcia.
Ai tempi di Aureliano le legioni scesero a 31, per un totale di 150 000 legionari, affiancati probabilmente da un'altra metà di ausiliari, certamente maggiore in alcune province, per un esercito complessivamente composto da 300 000 uomini, di molto inferiore a quello di settant'anni prima a causa dell'incidenza delle guerre civili, delle numerose sconfitte e delle difficoltà di reclutamento. Il ricorso alle vessillazioni si era fatto sempre più frequente.

## Tardo impero

### Dalla riforma di Diocleziano al consolidamento del potere costantiniano (285-324)

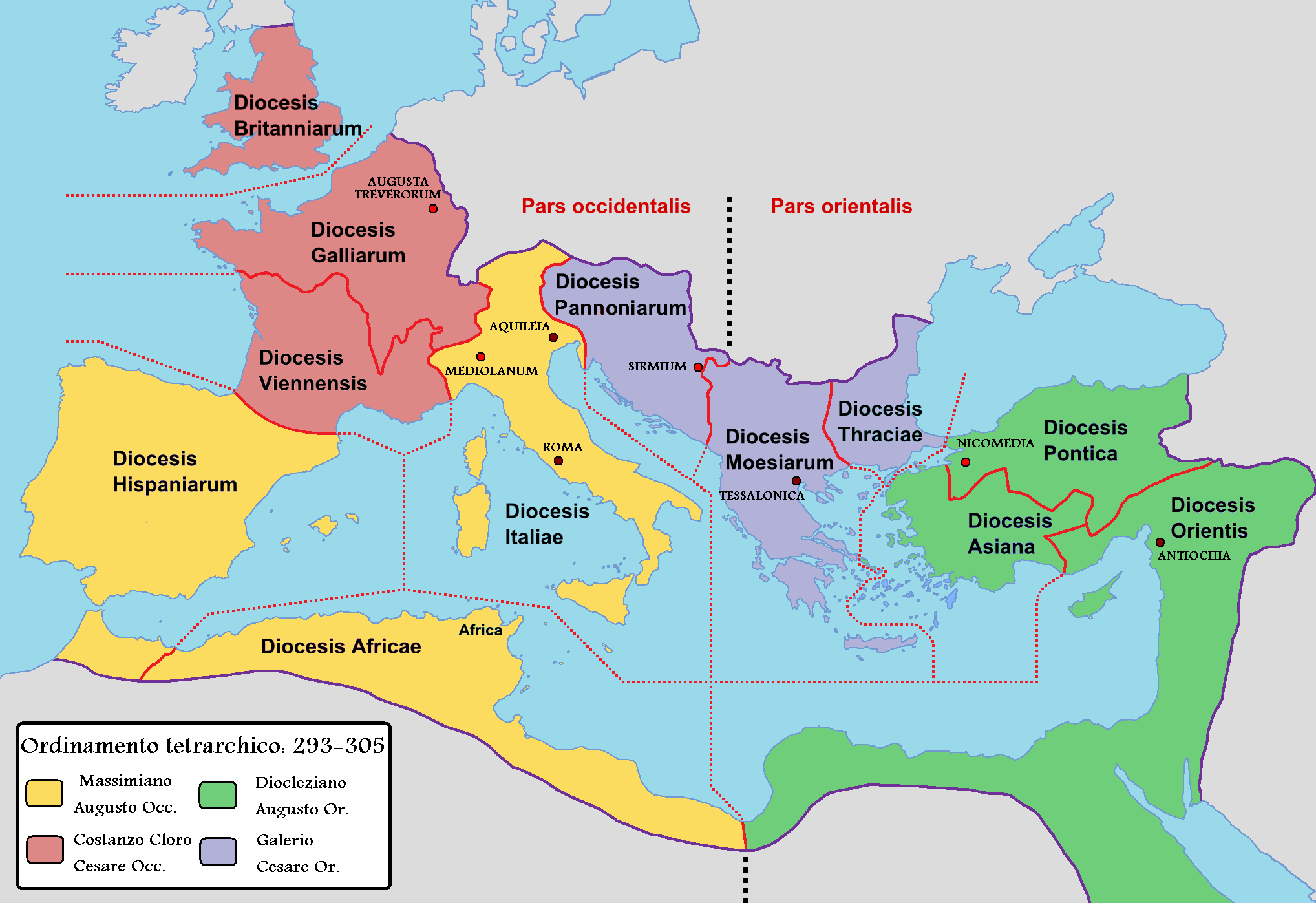
Le 4 parti e le 12 diocesi nella nuova divisione tetrarchica dell'impero romano voluta da Diocleziano attorno al 300.

La vera grande riforma militare di Diocleziano fu soprattutto di tipo politico. Il nuovo imperatore dispose, prima di tutto, una divisione del sommo potere imperiale, dapprima attraverso una diarchia (due Augusti, a partire dal 285/286) e poi tramite una tetrarchia (nel 293, tramite l'aggiunta di due Cesari), compiendo così una prima vera "rivoluzione" sull'intera struttura organizzativa dell'esercito romano dai tempi di Augusto.
Questa forma di governo a quattro, se da un lato non fu così felice nella trasmissione dei poteri (vedi successiva guerra civile), ebbe tuttavia il grande merito di fronteggiare con tempestività i pericoli esterni al mondo romano.. La presenza di due Augusti e due Cesari facilitava, infatti, la rapidità dell'intervento armato e riduceva i pericoli che la prolungata assenza di un unico sovrano poteva arrecare alla stabilità dell'Impero.
Diocleziano creò una vera e propria gerarchia militare sin dalle più alte cariche statali, quelle dei "quattro" Imperatori, dove il più alto in grado era l'Augusto Iovio (protetto da Giove), assistito da un secondo Augusto Herculio (protetto da un semidio, Ercole), a cui si aggiungevano i due rispettivi Cesari, ovvero i "successori designati".
In sostanza si trattava di un sistema politico-militare che permetteva di dividere meglio i compiti di difesa del confine: ogni tetrarca, infatti, curava un singolo settore strategico e la sua sede amministrativa era il più possibile vicino alle frontiere che doveva controllare (Augusta Treverorum e Mediolanum-Aquileia in Occidente; Sirmium e Nicomedia in Oriente), in questo modo era possibile stroncare rapidamente i tentativi di incursione dei barbari, evitando che diventassero catastrofiche invasioni come quelle che si erano verificate nel III secolo.
Diocleziano riorganizzò l'esercito, trasformando la "riserva mobile" introdotta da Gallieno (formata di sola cavalleria) in un vero e proprio "esercito mobile" detto comitatus, distinto dalle forze poste ai confini, probabilmente costituito da due vexillationes (Promoti e Comites) e da tre legiones (Herculiani, Ioviani e Lanciarii).

#### Struttura della legione
Non sembra vi fossero particolari cambiamenti interni alla struttura della legione. Ciò che cominciò, invece, a delinearsi con maggiore frequenza, fu il costante invio di vexillationes (di 1 000-2 000 legionari) da parte della "legione madre" (attraverso la suddivisione di unità più antiche) che, sempre più spesso, non fecero più ritorno. La legione però rimaneva ancora legata al territorio, alla provincia di appartenenza, anche se essa andò perdendo di consistenza, passando dai circa 6 000 componenti dell'età alto-imperiale, ai 5 000 dell'età dioclezianea e ai 3 000 di quella valentiniana. I principali motivi furono determinati dalle situazioni contingenti del momento:
- il prolungarsi di numerose guerre lungo i vari fronti imperiali;
- la frequenza con cui la guerra civile, che determinò nel 324 la fine della tetrarchia, portò ad un continuo avvicendarsi di augusti e cesari nelle varie parti dell'impero, e di conseguenza il cambio di potere al vertice, impedendo di fatto il ritorno di queste vexillationes migrate spesso molto lontane dalle fortezze originarie.

##### Cavalleria
Diocleziano comprese quale importanza ora rivestissero le forze di cavalleria. Egli, infatti, trasformò la "riserva strategica mobile" introdotta da Gallieno (di sola cavalleria) in un vero e proprio "esercito mobile" detto comitatus, nettamente distinto da un "esercito di confine". Qui nel comitatus, costituito da due vexillationes di cavalleria (tra Promoti e Comites), e tre legiones (Herculiani, Ioviani e Lanciarii), ebbero ancora grande importanza le forze di cavalleria (vexillationes), che, ricordiamo, al tempo di Gallieno ne costituirono l'intera "riserva strategica mobile".

#### Gerarchia interna
Non sembra vi furono sostanziali modifiche riguardo alla gerarchia interna delle legioni, rispetto all'epoca di Gallieno.

#### Disposizione tattica
Lo Strategikon, prontuario di guerra attribuito all'imperatore bizantino Maurizio, metteva in guardia dal comporre una formazione da battaglia con meno di quattro ordini. Dunque, è probabile che in quest'epoca prevalessero formazioni, di assetto prettamente difensivo, date dalla sovrapposizione di più ordini, che potevano anche arrivare a sedici. Arriano riferisce invece la disposizione in otto ordini: i primi quattro composti da uomini armati di hasta; tra questi gli uomini assegnati al primo rango protendevano in avanti le aste, alla maniera della falange, mentre nel secondo, terzo e quarto rango i compagni nelle retrovie si apprestavano a mettere mano alle armi da lancio (dardi e giavellotti), e una volta scagliate, riprendevano in mano le lunghe lance e le spade per farsi sotto il nemico. I successivi quattro ordini invece dovevano essere armati di lancea (sempre giavellotti), con cui bersagliare il nemico. Un nono ordine era formato da numeri di arcieri barbari.
Vegezio inoltre prescriveva che tra un soldato e l'altro nella fila successiva ci fossero sei piedi (1,77 m) di distanza (un soldato occupava 3 piedi di spazio, corrispondenti a 88 cm). Si ritiene che nell'avvicinamento al nemico le truppe serrassero i ranghi, mediante l'avvicinamento, a partire dalla retroguardia, delle file precedenti a quelle successive, per evitare che qualcuno nel mezzo, come allerta l'autore dello Strategikon, fermasse la marcia o si provocassero sfasamenti nella linea di schieramento.
Il ruolo tattico della cavalleria sembra essere rimasto sostanzialmente subalterno alla fanteria. Essa appare più che altro destinata a ruoli di schermaglia e "di contrappeso" con la cavalleria nemica, incaricata di svolgere missioni esplorative e azioni di disturbo, ma mai, se non in rari casi, di condurre attacchi risolutivi. Asclepiodoto informa (nel I secolo a.C. però) che la cavalleria poteva assumere varie formazioni: quadrate, a losanga, allungate, a cuneo. Occorreva però che non fosse sviluppata molto in profondità per evitare di creare il panico tra i cavalli nel caso in cui questi si sovrapponessero gli uni agli altri in una formazione troppo affastellata.

#### Modello strategico
Lo sfondamento ripetuto di tutte le frontiere romane, eredità della crisi del III secolo, costrinse Diocleziano a creare un modello di difesa che moltiplicasse il normale ed unico comando imperiale in uno formato ora da quattro imperatori: la tetrarchia. Ciò determinò, di conseguenza, la necessità di creare nuove e numerose legioni da porre lungo i confini imperiali. Questa necessità strategica di difesa del limes, portò inevitabilmente ad un incremento del fabbisogno finanziario statale per mantenere le armate che ormai sembra raggiungessero i 450 000/500 000 uomini. Si rese così necessaria un'ulteriore tassazione del cittadino romano e una miglior distribuzione della circolazione monetaria per meglio rifornire le truppe alloggiate e distribuite a guardia dei confini provinciali.

### Dall'ascesa di Costantino alla morte di Valente (324-378)
Una volta divenuto unico augusto, subito dopo la sconfitta definitiva di Licinio nel 324, Costantino I avviò una nuova riforma dell'esercito romano. Il percorso che egli compì, fu però graduale nel corso degli ultimi tredici anni di regno (dal 324 al 337, anno della sua morte), continuando poi con i suoi figli. Suddivise, prima di tutto, l'"esercito mobile" in "centrale" (unità palatinae) e "periferico" (unità comitatenses), contemporaneamente rovesciò l'assetto complessivo dell'apparato bellico romano tetrarchico, continuando ad espandere la componente mobile, a vantaggio di quella di frontiera.
In genere le unità palatinae costituivano l'esercito dedicato a un'intera prefettura del Pretorio, mentre le unità comitatenses costituivano l'esercito dedicato a una singola diocesi nell'ambito della prefettura. Analogamente conferì all'"esercito di confine" una connotazione più peculiare: le unità che lo costituivano furono definite limitanee (stanziate lungo i limes) e riparienses (operanti lungo i fiumi Reno e Danubio) (in epoca teodosiana alcune di esse furono rinominate pseudocomitatenses quando trasferite nell'"esercito mobile").
In sintesi si può così riassumere la nuova organizzazione delle unità militari, classificandola in tre differenti tipi, ognuno dei quali era a sua volta divisibile in sotto-unità, come segue:
1. le Scholae palatinae, ovvero quelle unità che costituivano la guardia personale dell'imperatore, dopo lo scioglimento della guardia pretoriana, operata da Costantino I nel 312;
2. l'esercito "mobile" (comitatus), che dipendeva direttamente dall'imperatore. La vastità dell'Impero costrinse Costantino I a dover creare altri eserciti mobili, dislocati in varie regioni, al comando dei propri figli: Crispo, Costante, Costanzo e Costantino.[152] Per distinguere l'esercito comitatensis regionale da quello sotto il diretto controllo dell'imperatore, quest'ultimo prese il titolo di praesentalis. Questo esercito "mobile" era a sua volta diviso nelle seguenti sotto-unità, differenziate tra loro per rango gerarchico:
  - unità Palatinae (di palazzo o praesentalis), che rappresentavano l'élite dell'esercito romano, e che facevano parte dell'armata sotto il diretto controllo dell'Imperatore (nell'evoluzione successiva, affidato al Magister militum praesentalis) a loro volta suddivise in:
    - Legiones palatinae, ovvero i reparti di fanteria pesante dell'esercito mobile praesentalis;
    - Auxilia palatina ovvero la fanteria leggera dell'esercito mobile praesentalis;[153]
    - Vexillationes palatinae, ovvero la cavalleria dell'esercito mobile praesentalis;

  - unità Comitatenses vere e proprie, che rappresentavano le unità "mobili regionali", ovvero quelle unità a disposizione dei singoli Cesari (nel caso dei figli di Costantino) o dei vari magistri militum non-praesentalis (non di "corte"), a loro volta suddivise in:
    - Legiones comitatenses, ovvero la fanteria pesante dell'esercito mobile non-praesentalis;
    - Vexillationes comitatenses, ovvero la cavalleria dell'esercito mobile non-praesentalis;

  - unità Pseudocomitatenses, che rappresentavano quelle unità di frontiera (limitanei) distaccate presso l'esercito campale (comitatus) in occasione di particolari campagne militari, e che spesso rimasero a far parte dell'esercito "mobile" in modo permanente. Esse poteveno essere solo di un tipo:
    - Legiones pseudocomitatenses, ovvero unità "prestate" dalle frontiere imperiali, all'esercito "mobile";
3. l'esercito "lungo le frontiere" (limes), ovvero dei Limitanei e/o Riparienses (questi ultimi erano soldati, posti a protezione delle frontiere fluviali di Reno, Danubio ed Eufrate), unità "fisse" di frontiera aventi compiti principalmente difensivi e costituenti il primo ostacolo contro le invasioni esterne. Queste unità erano a loro volta suddivise, sempre in ordine di importanza gerarchica in:
  - legiones limitaneae, ovvero la fanteria pesante dell'esercito stabile lungo le frontiere (formate da 1.200[154] fino a 5 000 armati ciascuna; normalmente quelle in Occidente erano di consistenza inferiore, rispetto a quelle della parte orientale);
  - Auxilia (o auxiliares o auxilium), di difficile interpretazione allo stato attuale delle conoscenze, ma comunque di dimensioni e qualità inferiori rispetto alle legiones di limitanei;
  - Milites o Numeri, i primi rappresentavano forse dei distaccamenti di altre unità, mentre i secondi, erano unità di dimensioni sempre più ridotte e di formazione "indigena";
  - Equites e Cunei, erano invece reparti di cavalleria limitanea;
  - Alae e Cohortes erano forse i residui di vecchie unità alto-imperiali.

In aggiunta, va precisato che si rese necessario un crescente reclutamento obbligatorio dei barbari (chiamati laeti), già inquadrati nei numeri sin dall'epoca di Marco Aurelio, stanziati all'interno dell'Impero con l'obbiettivo di ripopolare alcuni territori abbandonati o falcidiati dalle pestilenze. In virtù dell'ereditarietà dei mestieri decisa da Diocleziano, si impose ai figli di ex militari la ferma obbligatoria, anche se però questi godevano di privilegi dovuti alla carriera dei propri padri. Con il passare dei secoli l'ingresso nell'impero di gruppi barbari fu visto come l'occasione per acquisire nuove reclute. L'esercito, quindi, svolse un grande ruolo nella romanizzazione dei barbari (costituendo praticamente l'unico modo per conquistare un ruolo sociale di rilievo), garantendo un'integrazione talmente forte da consentire di intraprendere la stessa carriera dei colleghi romani. La politica di integrazione perseguita tra il III e il IV secolo rese inutile a partire dal regno di Costantino I un documento che concedesse formalmente la cittadinanza ai veterani barbari poiché questi si erano già integrati e romanizzati.

#### Struttura della legione
A partire dalla seconda parte del regno di Costantino (dopo la vittoria su Licinio del 324), molte delle legioni tradizionali (composte da 5 000/5 500 armati) cominciarono, in modo assai più evidente, a inviare loro vexillationes in forti/fortezze di nuova costruzione, o in città/borghi, perdendo la loro abituale numerazione, ma soprattutto non facendo più ritorno alla sede principale della "legione madre". Alcuni studiosi hanno creduto che ciò andasse ad aumentare considerevolmente il numero delle legioni, in realtà molte di queste legioni erano semplici "distaccamenti legionari" (ad esempio gli Ioviani dalla legio I Iovia, i Septimiani dalla legio VII Claudia, ecc.) formati ora da 800/1 200 armati, prelevati dalla "legione madre" (di 5 500 armati), che andava così in modo definitivo a ridurre i propri effettivi. Contemporaneamente questi distaccamenti, chiamati in epoca alto imperiale vexillationes, divennero essi stessi delle unità indipendenti legionarie. È vero anche che se buona parte di queste legioni "nacquero" da questo scorporo, altre furono create ex novo, da reparti specifici dell'esercito romano (ad esempio i Ballistari, quali reparti di artiglieria) o da vecchie unità ausiliarie (ad esempio i Germaniciani). Sulla base di quanto è stato esposto poco sopra vi erano quattro tipi di legioni che:
- con l'evolversi del sistema post-costantiniano si trasformarono gradualmente da unità di 5 000 armati, a unità ridotte fino a 800/1 200[154] armati circa;
- continuavano a costituire il nerbo dell'esercito romano, costituite da fanteria pesante.

Si trattava delle seguenti legiones:
1. la legio palatina, appartenente all'esercito mobile praesentalis che dipendeva direttamente dall'imperatore;
2. la legio comitatensis, facente parte di quelle unità "mobili regionali" a disposizione dei singoli Cesari (nel caso dei figli di Costantino) o dei vari magistri militum non-praesentalis (non di "corte");
3. la legio pseudocomitatensis, ovvero quel genere di unità "prestate" dalle frontiere imperiali all'esercito "mobile";
4. la legio limitanea, facente parte di quelle unità poste a difesa "lungo le frontiere" dei Limitanei e/o dei Riparienses.

Costantino introdusse, quindi, nell'"esercito mobile" un nuovo tipo di unità (in aggiunta alle legiones e alle vexillationes): gli auxilia palatina, eredi delle unità ausiliarie, che dopo la constitutio antoniniana di Caracalla (212) erano state integrate nel tessuto imperiale. In particolare gli auxilia palatina erano costituite da circa 500 fanti, generalmente con armamento leggero, più versatili delle legiones ed impiegabili anche in azioni di guerriglia e rastrellamento. Conseguentemente nel tardo impero la distinzione tra legiones e auxilia divenne tecnico-tattica, più che basata sulla cittadinanza dei combattenti che vi militavano. Le legioni, infatti, risultavano meno flessibili ed erano dotate di un'organizzazione migliore rispetto a quella delle auxilia, oltre ad essere armate in modo "più pesante".
Vi è, infine, da aggiungere che nel 365, il nuovo imperatore Valentiniano I (Augustus senior presso Mediolanum), spartì con il fratello minore Valente (Augustus iunior presso Costantinopoli) tutte le unità militari dell'Impero (comprese quindi le legiones), le quali furono attribuite all'uno o all'altro in parti uguali (quelle di 1 000 armati) oppure divise in due metà (quelle con un numero di legionari ancora di consistenza superiore ai 2 000 armati) dette rispettivamente "senior" (assegnate a Valentiniano I) e "iunior" (assegnate a Valente).

#### Comandi complementari interni alla legione

##### Cavalleria

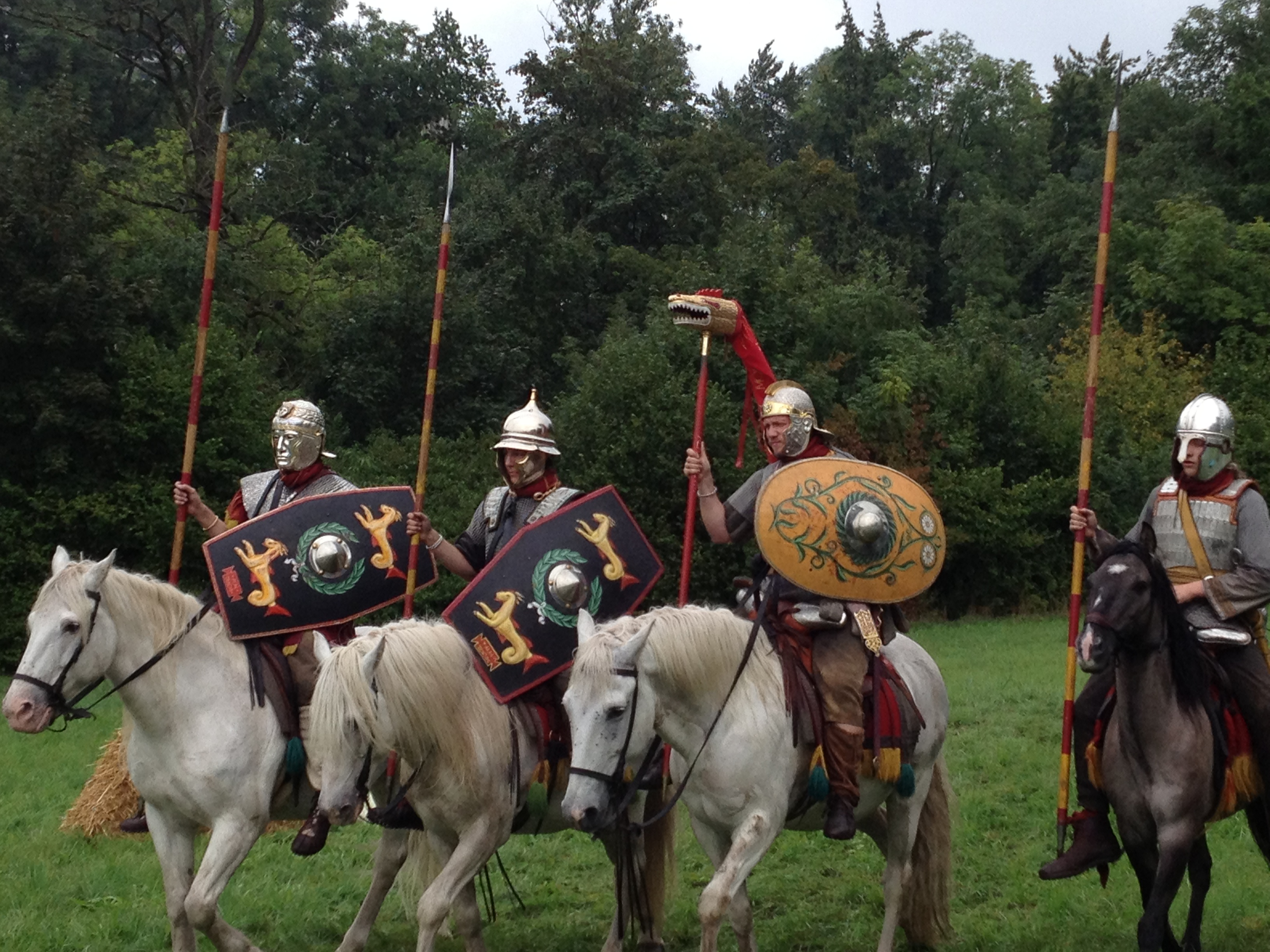
Cavalleria legionaria di epoca tardo imperiale; al centro il draconarius regge l'insegna del draco della coorte.

Con la riforma costantiniana post 324, sembra che i reparti di cavalleria legionaria siano stati pressoché aboliti a vantaggio di nuove unità di cavalleria specializzata, denominate vexillationes. Si trattava di unità usate all'interno del comitatus. L'abolizione della cavalleria interna alla legione, fu un processo lungo iniziato dalla riforma di Gallieno (o degli imperatori illirici), quando la cavalleria andò lentamente separandosi dalla fanteria legionaria, divenendo di fatto indipendente proprio sotto Costantino I (324-337) e cessando così di esistere come corpo aggregato alla legione romana.
Le vessillazioni in quest'epoca designavano, non più i distaccamenti legionari alto imperiali, ma reparti di sola cavalleria. Le vexillationes equitum andarono incontro a un progressivo consolidamento nell'organico e nel numero di distaccamenti, tanto da far pensare all'assegnazione di una nuova funzione strategica alle unità di cavalleria. Con la riforma di Costantino e dei suoi figli, le vessillazioni divennero unità alla base dell'organizzazione delle forze montate: le vexillationes palatinae e quelle comitatentes erano nominalmente formate da 300 o 600 uomini. La Notitia dignitatum elenca in quest'epoca ben 88 vessillazioni.
La cavalleria poteva essere leggera o pesante a seconda dell'armamento o della pesantezza dell'armatura. Esistevano gli equites sagittarii, arcieri a cavallo di derivazione orientale, partica o barbarica, la cavalleria leggera d'avanguardia (mauri, dalmatae, cetrati), e la cavalleria pesante dei catafractarii attrezzati di lance e muniti di pesanti armature squamate e o di lorica manica, di derivazione sarmatica, partica o palmirena. Soprattutto in Oriente, se si registra la presenza di ben 19 unità di catafratti secondo la Notitia Dignitatum, una delle quali era una schola, reggimento di guardie a cavallo imperiale. Tutte queste unità, tranne due, appartennero al Comitatus, con una minoranza tra i Comitatensi palatini, mentre ci fu solo un'unità militare di arcieri catafratti.
I corpi di cavalleria erano integrati tanto nelle legioni comitatensi, quanto in quelle limitanee, eredi o delle vecchie alae di cavalleria ausiliaria o degli equites illyriciani o dei clibanarii già operanti in epoca alto-imperiale.
(Ammiano Marcellino, Rerum gestarum libri, XVI, 10, 8)
Unità d'élite erano le scholae, istituite all'inizio del IV secolo per opera di Costantino I a seguito dello scioglimento dell'antica Guardia pretoriana, e divise tra gentiles e scutarii. Ogni schola era comandata inizialmente da un tribuno, poi successivamente al V secolo da un comes scholarorum, che aveva sotto il suo diretto commando un certo numero di ufficiali anziani detti domestici o protectores. Se all'inizio de IV secolo erano elencate tre unità, nel V secolo la Notitia dignitatum elenca sette scholae nella parte orientale dell'Impero e cinque in quella occidentale.

#### Gerarchia interna
Ufficiali maggiori
Se al vertice di una delle armate, almeno fino a Onorio e Arcadio, si collocava l'imperatore in persona (il quale poteva delegare gli altri eserciti ad Augusti e Cesari), ai grandi immediatamente inferiori erano preposti i magistri militum, tutti comites rei militaris in quanto parte dell'entourage imperiale. Essi erano:
1. il Magister militum praesentalis a capo della cavalleria;[165]
2. il Magister militum praesentalis a capo della fanteria.[165]

Sotto di loro i magistri militum regionali, per la cavalleria e per la fanteria. Alle dipendenze di questi ultimi vi erano i comites, i conti, distinti da quelli suindicati per essere assegnati al comando di regioni secondarie o considerate più sicure.
Ai gradi immediatamente inferiori i duces, distribuiti uno per ogni provincia (a cui erano affidate truppe di limitanei, comprendenti anche le legiones limitanae), e sottoposti all'autorità del comes territoriale. Il prepositus, invece, poteva apparire alle dipendenze del dux, oppure poteva identificare un grado di comandante di cavalleria o di una specifica unità di appiedati. Sopravvivono in quest'epoca infine, per i quadri dell'esercito, i tribuni, agli ordini di un prefetto e divisi in due grandi categorie: comandanti di unità e comandanti superiori. Altri potevano essere addetti a svariate altre funzioni (dalla fabbricazione delle armi, al comando di unità della flotta ecc).
Ufficiali inferiori e truppa
Con la fine della guerra civile (nel 324) e la dinastia costantiniana le "vecchie" vexillationes legionarie vennero trasformate in nuove legioni indipendenti dalla legione "madre", riducendo il numero di armati fino a 1.200 uomini (come risulta da alcuni passi di Ammiano Marcellino, a proposito della battaglia di Strasburgo del 357 e di Amida del 359, e in Zosimo). San Gerolamo in un passo aiuta a ricostruire quella che doveva essere la gerarchia per gli ufficiali subalterni in quest'epoca. Essa doveva prevedere:
- il primicerius, addetto alla compilazione delle liste delle unità;
- il senator;
- il ducenarius, probabilmente al comando di due centurie o di un manipolo;[170]
- i centenarii, corrispondente al vecchio centurione,[86] e divisi in:
  - protectores, inseriti negli eserciti provinciali, grado conferito precedentemente anche ai componenti della guardia imperiale;
  - ordinarii, a capo dei primi ordines;
  - ordinati.[171]

Per quanto riguarda la truppa, se si fa riferimento alla gerarchia gerolamiana, vi erano nell'ordine il biarchus, il circitor, l'eques (il cavaliere) e il tiro. A questa economia vanno aggiunti il pedes, il fante, e il semissalis, collocato tra il cavaliere e il circitor. Va ricordato che a ciascun grado più alto, pur trattandosi di soldati, corrispondeva una paga più alta. Di conseguenza avremmo trovato:
1. il biarchus, forse come il circitor un decurione o un ufficiale inferiore;
2. il circitor;
3. il semissalis (che riceveva una paga e mezza, pur svolgendo analoghe funzioni di un soldato);
4. l'eques, di norma superiore al fante;
5. il pes, il soldato appiedato;
6. il tiro, la recluta.[171]

#### Modello strategico
Le legioni stanziate lungo il limes in quest'epoca hanno ormai assunto una connotazione e un ruolo strategico dissimile dalle altre truppe stanziate in profondità, dislocate nei centri interni a causa delle sempre più gravi difficoltà logistiche. La loro posizione andò conferendo a queste forze di frontiera, dette di limitanei o ripenses (se poste a guardia dei confini fluviali), un ruolo di salvaguardia o di controllo del limes, rispetto alle truppe "mobili", quelle dei comitatensi (comitatensi e limitanei potevano essere reclutati entrambi tra cittadini e peregrini).
Limitanei e comitatensi non vanno necessariamente vincolati gli uni e gli altri ai ruoli di forza "d'attrito" stativa e di forza mobile più flessibile. Una tale distinzione può anche essere suggerita a motivo della differente collocazione geografica, ma in realtà non esiste alcuna certezza che fossero preposti al ruolo, i primi, di forza di contenimento, e, i secondi, di "riserva strategica" o "forza mobile". Inoltre i limitanei (il cui termine inizia a designare le forze di frontiera solo alla fine del IV secolo) iniziano ad essere impiegati sensibilmente più tardi rispetto al comitatus, già esistente prima dell'avvento di Diocleziano.
L'accusa di Zosimo rivolta a Costantino, e replicata dall'anonimo autore del De rebus bellicis attorno al 370, di aver minato la difesa delle frontiere allo scopo di istituire forze dinamiche di intervento, tradendo il progetto dioclezianeo del presidio dei confini, ha per lungo tempo contribuito a interpretare in senso oppositivo le strategie militari di Diocleziano e di Costantino.
La scelta di Costantino fu dettata principalmente dalla maggiore facilità di approvvigionamento per le truppe vicine ai centri cittadini (pur comportando tale iniziativa ovvi problemi di ordine pubblico e di abusi da parte dei militari). Diocleziano aveva scelto di rafforzare le difese, di costruire nuovi forti, anche se dotandoli di una quantità di truppe di difesa inferiore rispetto al periodo precedente. Ogni provincia era dotata di due legioni, due vexillationes di cavalleria (ognuna di 500 uomini) per un totale di 4 000 soldati circa. Costantino, all'opposto, con le forze prelevate dalle frontiere trasformò il comitatus, comandato da magistri militum provinciali, che divenne la principale massa di manovra dell'esercito. A questo si affiancava la forza limitanea, sottoposta al controllo dei duces. Con Costantino il controllo dell'esercito era inoltre definitivamente sottratto ai governatori, ormai ridotti al ruolo esclusivo di amministratori e giudici. Sotto Costantino si ebbe, ancora una volta, la necessità di creare nuove legioni da porre lungo i confini imperiali, portando inevitabilmente ad un incremento del fabbisogno finanziario statale per mantenere le armate che ormai sembra raggiungessero i 600 000 uomini.
La Notitia Dignitatum fornisce, infine, un quadro più o meno completo, anche se in gran parte anteriore alle grandi invasioni ed ai regni romano-barbarici, della struttura delle province e delle unità militari. Dal documento emerge una certa frammentazione, un quadro di apparente indebolimento delle vecchie legioni, con unità prive di un organico completo, anche se del tutto regolari e pienamente inserite all'interno di un preciso organigramma. L'aspirazione ad entrare nella milizia limitanea era, generalmente, più diffusa, non solo perché chi vi era arruolato (ovvero i provinciali) avesse il vantaggio di rimanere vicino alla famiglia, ma anche in ragione dell'esenzione a beneficio dei figli dei curiali (il notabilato delle città), garantita da una legge del 363, dell'obbligo ereditario alla ferma (riservato unicamente a coloro che sceglievano la strada dell'arruolamento e servivano nell'esercito per 10 anni).

### Da Adrianopoli alla fine dell'Occidente (378-476)

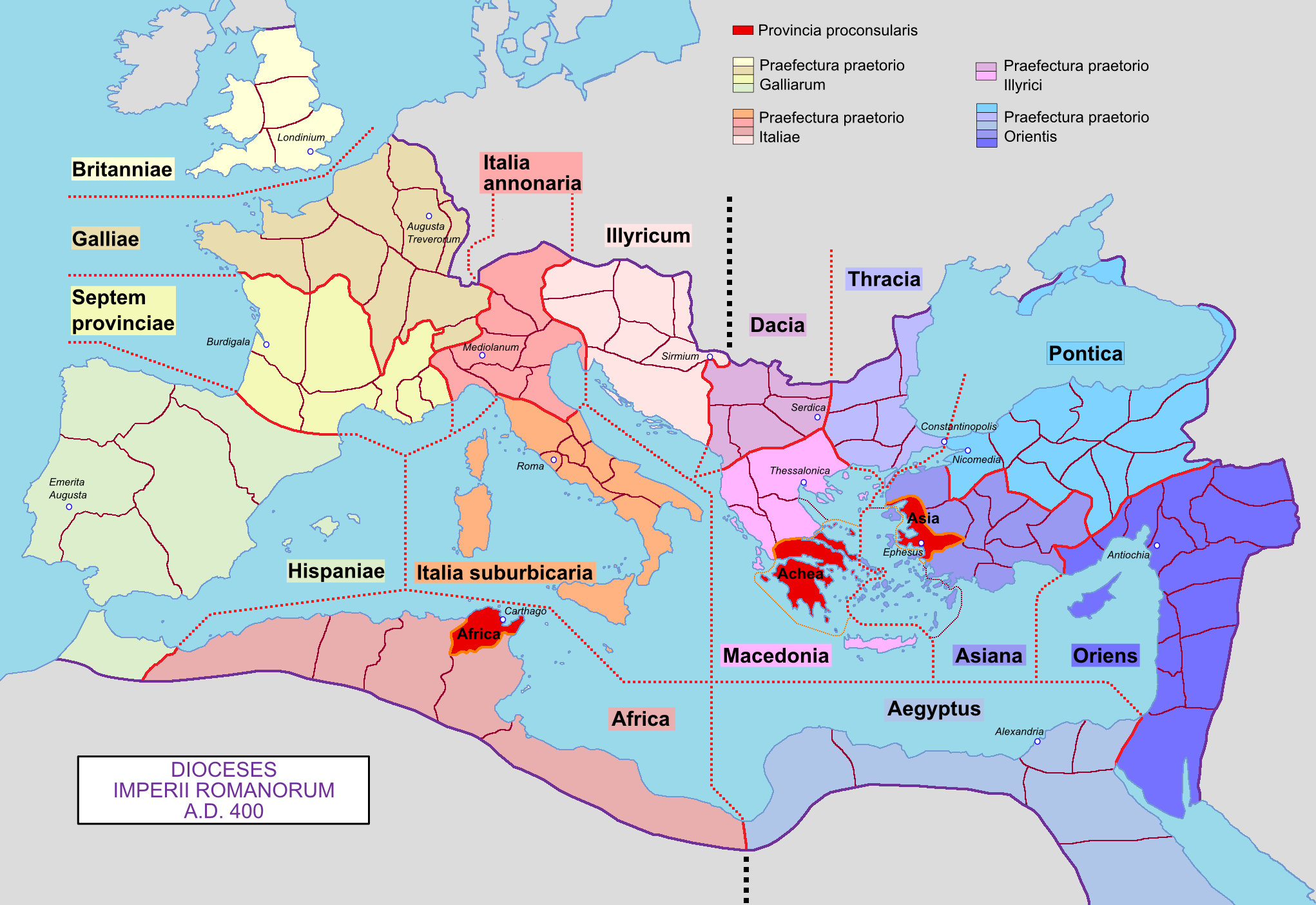
L'impero romano all'epoca della morte di Teodosio I nel 395, con la divisione amministrativa dell'impero in prefetture e diocesi.

In seguito alla sconfitta di Adrianopoli, l'Impero dovette venire a patti con i vittoriosi Goti, concedendo loro di stanziarsi nei Balcani come foederati semi-autonomi: essi mantennero il loro stile di vita e la loro organizzazione tribale stanziandosi in territorio romano come esercito alleato dei romani. Oltre ai Visigoti, che alla fine ottennero, dopo molte altre battaglie contro l'Impero, la concessione dall'imperatore Onorio di fondare un regno federato in Aquitania (418), altri popoli come Vandali, Alani, Svevi e Burgundi (che entrarono all'interno dei confini dell'Impero nel 406) ottennero, grazie alle sconfitte militari inflitte all'impero, il permesso imperiale di stanziarsi all'interno dei confini.
Le devastazioni dovute alle invasioni e le perdite territoriali determinarono una costante diminuzione del gettito fiscale con conseguente progressivo indebolimento dell'esercito: un esercito professionale come quello romano, infatti, per essere mantenuto efficiente, aveva bisogno di essere pagato e equipaggiato, e le ristrettezze economiche dovute al crollo del gettito fiscale portarono ovviamente a un declino progressivo delle capacità di addestramento, arruolamento, dell'organizzazione logistica e della qualità dei rifornimenti in armi e derrate ai soldati (si spiegano in questo senso le sempre più crudeli minacce ai cittadini contenute nelle leggi del periodo in caso di mancato versamento dei tributi). Da un'attenta analisi della Notitia Dignitatum, si può ricavare che quasi la metà dell'esercito campale romano-occidentale andò distrutto nel corso delle invasioni del 405-420, e che le perdite furono solo in parte colmate con l'arruolamento di nuovi soldati, mentre molte delle ricostituite unità erano semplicemente unità di limitanei promossi a comitatenses, con conseguente declino delle potenzialità militari con riferimento sia alla consistenza meramente quantitativa delle truppe che sotto il profilo della qualità.
La perdita dell'Africa ebbe riverberi inevitabili e seri sulle finanze dello stato, indebolendo ulteriormente l'esercito (attorno al 444). Le perdite subite portarono all'ammissione in grosse quantità di ausiliari e foederati germanici (ad esempio Unni): ciò poteva portare benefici a breve termine, ma era deleterio a lungo termine, in quanto diminuiva gli investimenti nel rafforzamento delle unità regolari.
Nel tardo impero l'esercito, per difendere i confini imperiali dalla crescente pressione barbarica, non potendo contare su reclute insignite di cittadinanza, a causa sia del calo demografico all'interno dei confini dell'Impero, sia della resistenza alle coscrizioni, ricorse sempre di più a contingenti di gentiles (fino a una vera deriva "mercenaristica"), utilizzati dapprima come mercenari a fianco delle unità regolari tardo imperiali (legiones, vexillationes e auxilia), ed in seguito, in forme sempre più ingenti e diffuse, come alleati che conservavano le loro tradizioni e le loro usanze belliche. Il risultato fu un esercito romano nel nome, ma sempre più culturalmente estraneo alla società che era chiamato a proteggere.
Vegezio, autore di un manuale di strategia militare redatto tra la fine del IV secolo e la prima metà del V secolo, si lamentò per l'imbarbarimento progressivo dell'esercito romano, il quale, cominciando a combattere alla maniera barbarica, perse il suo tradizionale vantaggio nella superiore disciplina e strategia militare; lo stesso Vegezio si lamentò per il fatto che l'imperatore Graziano avesse permesso ai suoi fanti, probabilmente di origini barbariche, di non indossare più elmo e armature, esponendoli maggiormente alle armi nemiche e portando come nefasta conseguenza a diverse sconfitte contro gli arcieri goti. Vegezio lamentò poi che non si costruissero più accampamenti e riferisce le conseguenze nefaste di questa scelta. Sempre Vegezio lamentava poi che i proprietari terrieri, non intendendo perdere manodopera, escogitavano diversi espedienti pur di non fornire soldati all'esercito, ricorrendo anche alla corruzione degli ufficiali reclutatori: ciò fece sì che, invece di reclutare gente idonea al combattimento, venissero reclutati pescatori, pasticcieri, tessitori ed altre professioni ritenute non idonee da Vegezio. La soluzione di Vegezio era tornare all'antico modo di combattere, alla "maniera romana", abbandonando il modo di combattere "alla barbara" introdotto dal sempre più crescente arruolamento di Barbari; in Occidente, tuttavia, per diverse ragioni, non si riuscì a invertire questa tendenza, portando alla sua rovina.

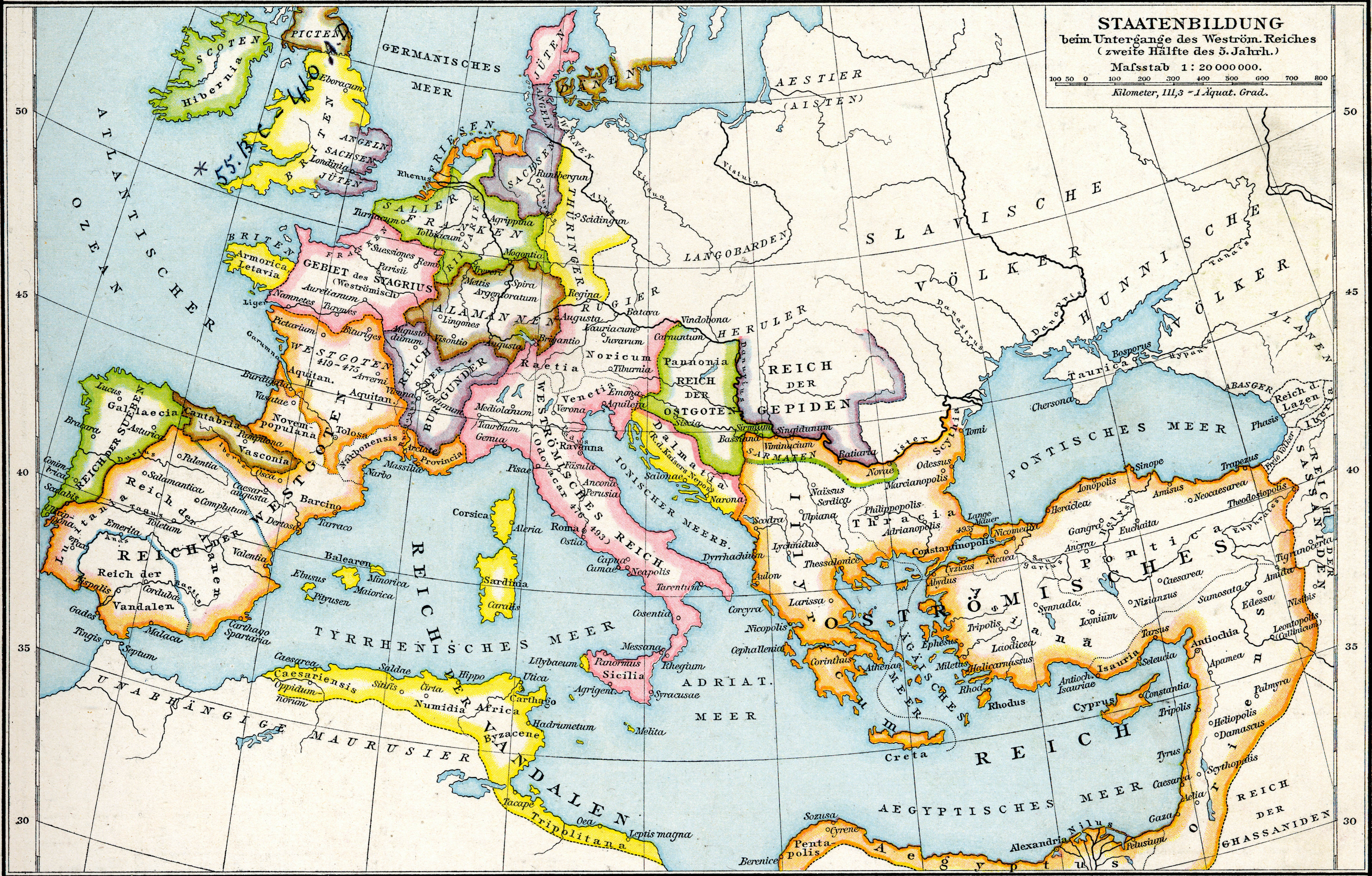
I regni romano-barbarici nel 476

Da alcune fonti letterarie del tempo si può evincere che il termine "ausiliario" divenne a poco a poco sinonimo di "soldato", così come lo fu nei secoli precedenti il termine "legionario", il che sta ad indicare una fase di progressiva smobilitazione delle antiche unità legionarie in favore di quelle ausiliarie. In una seconda ed ultima fase, l'esercito romano avrebbe perso definitivamente la sua identità, quando probabilmente anche la maggior parte degli auxilia palatina furono rimpiazzate da federati.
Intorno al 460 l'esercito romano, e di conseguenza le legiones, dovevano apparire solo l'ombra di sé stesse, con i territori ridotti ormai alla sola Italia o poco più. Nonostante tutto, secondo alcuni studiosi, l'esercito romano rimase efficiente fino ad almeno a Maggioriano (461). Sotto Ezio e Maggioriano, l'Impero sembra fosse ancora in grado di affrontare e vincere in battaglia Visigoti, Burgundi, Bagaudi, Franchi, mantenendo sotto il suo controllo la Gallia, a riprova di una sua relativa efficienza. Solo con l'uccisione di Maggioriano cominciò il definitivo declino, a causa della rivolta dell'esercito delle Gallie che portò alla formazione di uno stato secessionista in Gallia settentrionale, il Dominio di Soissons. Privato dell'esercito delle Gallie, ed essendosi ridotti i territori gallici sotto il controllo del governo centrale alle sole Provenza e Alvernia, l'impero non fu più in grado di difendere queste province con il solo ricorso all'esercito d'Italia. Nel 476 le armate sollevate da Odoacre contro il magister militum Flavio Oreste e l'ultimo imperatore in Italia, Romolo Augusto, erano costituite unicamente da alleati germanici, perlopiù Sciri ed Eruli. Tuttavia l'assetto generale dell'esercito romano tardo-imperiale, e alcune sue unità, sopravvissero almeno fino al VI secolo in seno alla Pars Orientis. Teofilatto Simocatta attesta, ancora a fine VI secolo, l'esistenza della Legio IV Parthica, anche se all'epoca le legioni erano quasi del tutto scomparse, sostituite da reggimenti di circa 500 soldati denominati numeri (in latino) o arithmoi (in greco).

## Armamento

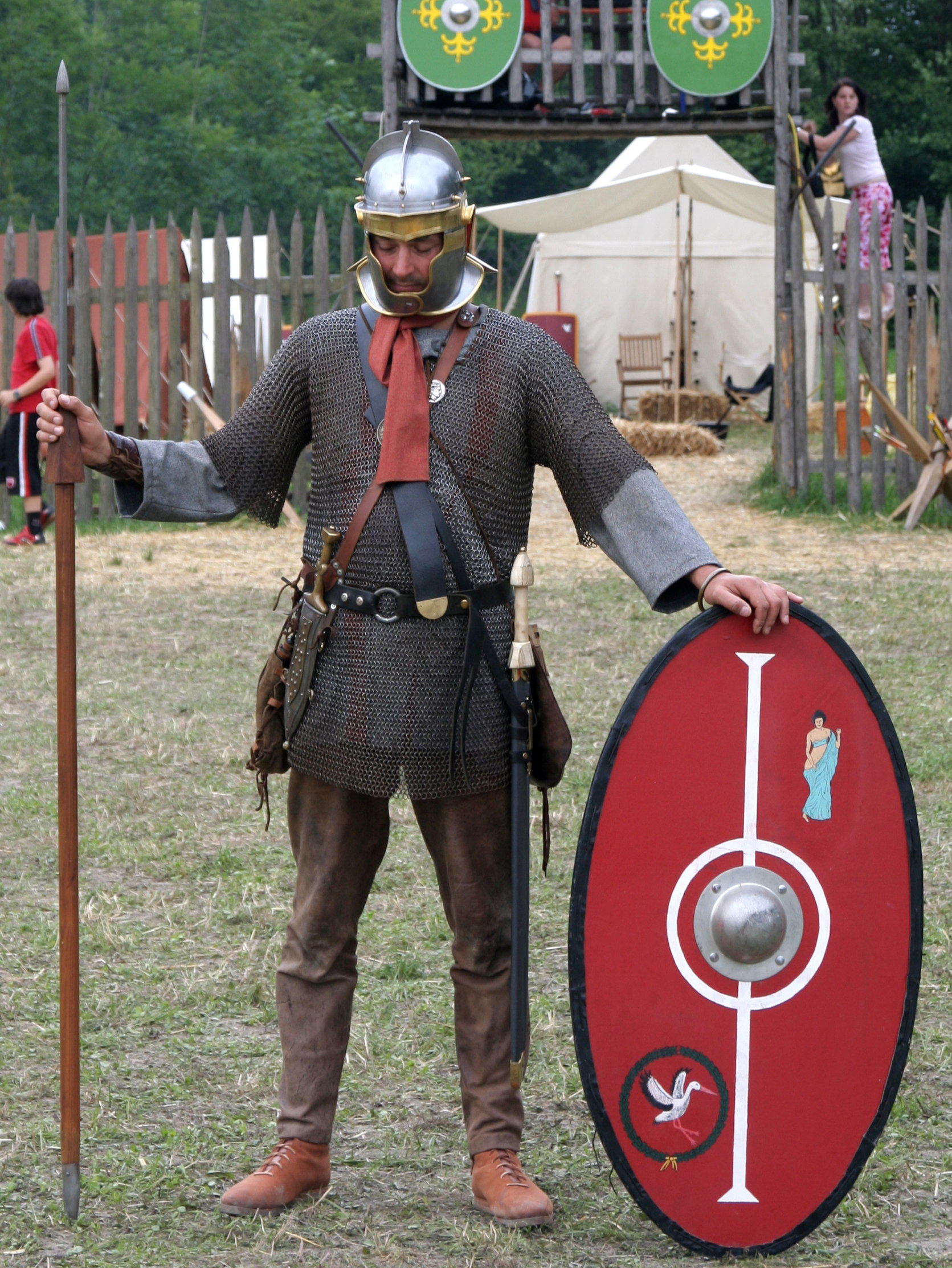
Armamento tipico di legionario operante nelle province settentrionali intorno al 275 circa. Il soldato indossa un cassis imperiale italico con rinforzo incrociato sul coppo, una lorica hamata con un focale al collo per evitare le abrasioni, un balteo cui sono appesi il gladio e il pugio, mentre nella mano destra regge un pilum pesante. Nella sinistra reca un clipeo ovaliforme. Indossa pantaloni, tunica a maniche a tubo e scarponi, essenziali per operare nei climi freddi del limes renano.

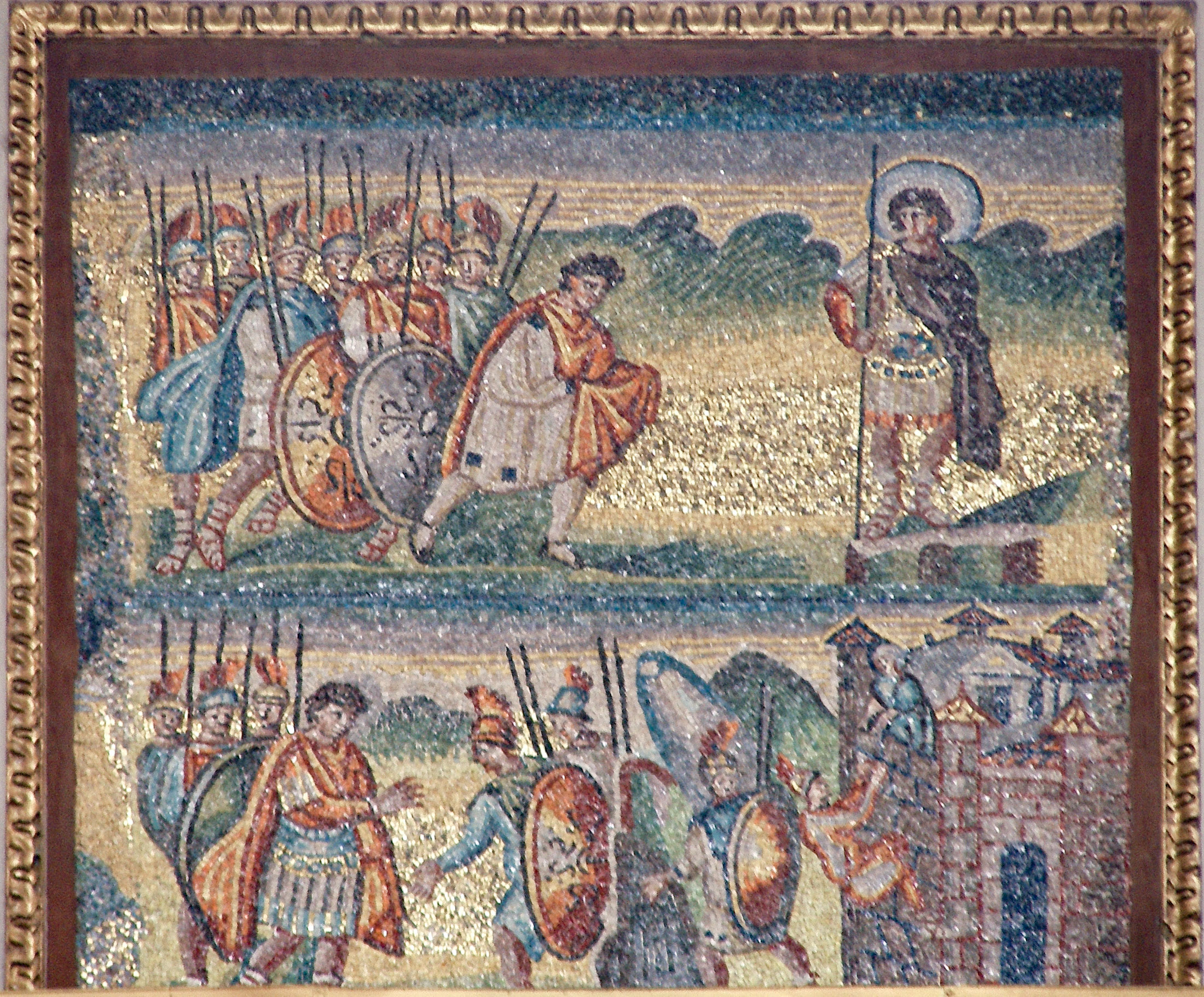
Mosaici del IV secolo in Santa Maria Maggiore (Roma), navata centrale. In questa scena (come in altri pannelli musivi) sono rappresentati alcuni soldati dell'epoca del tardo impero, tutti armati di hasta e protetti da elmi (che sembrano di tipo Intercisa) ornati da ricchi cimieri e clipei rotondi.

### Età regia
Xiphos (spada greca a punta); lancia da urto; oplon (scudo di origine greca rotondo e concavo, che contraddistingueva l'oplita); linothorax (armatura greca di tessuto); elmo corinzio, elmo attico ed elmo calcidico (elmi di fogge greche, largamente usati dai Romani in età regia).

### Età repubblicana
Equipaggiamento dei Velites: scudo piccolo, rotondo e di legno; spada a punta, soltanto per infilzare; poi sostituita dal gladio; elmo piccolo e semplice; pelliccia di lupo da mettere sopra l’elmo; giavellotti corti e con una punta sottile.
Equipaggiamento degli Hastati: spade all’inizio di foggia greca, poi sostituite, a seguito della seconda guerra punica, con il gladius hispaniensis; due pila con la punta di ferro dolce; scutum ovale o rettangolare con i lati arrotondati; pettorina in bronzo che copriva soltanto il petto; elmo del tipo di Montefortino, in bronzo, dotato di tre piume d’aquila rosse.
Equipaggiamento dei Principes: spade all’inizio di foggia greca, poi sostituite, a seguito della seconda guerra punica, con il gladius hispaniensis; due pila con la punta di ferro dolce; scutum ovale o rettangolare con i lati arrotondati; lorica hamata; elmo di Montefortino, in bronzo, dotato di un cimiero di crini di cavallo.
Equipaggiamento dei Triarii: spade di foggia greca, poi sostituite, a seguito della seconda guerra punica, con il gladius hispaniensis; lancia da urto; lorica musculata (molto costosa); scutum ovale o rettangolare con i lati arrotondati; elmo del tipo di Montefortino, in bronzo, dotato di tre piume nere.

### I secolo a.C.
Lorica hamata; gladio (spada corta, a punta e a doppio taglio); elmo del tipo di Montefortino, dotato di un ciuffo di crini di cavallo; scutum rettangolare con i lati arrotondati; due pila con la punta di ferro dolce; pugio (pugnale: usato come arma di ultima difesa).

### età augustea
Gladio (spada corta, a punta e a doppio taglio); elmocoolus e agen port; lorica hamata; pugio; scutum; due pila.

### età imperiale
Gladius hispaniensis (spada corta a doppio taglio); pilum; pugio (pugnale appeso alla vita tramite una cintura); scutum rettangolare di legno dotato di una parte centrale in ferro usato per lo sfondamento; lorica segmentata (corazza a piastre di ferro sovrapposte); elmo di derivazione gallica.

## Fortificazioni
Le Legioni alloggiavano in due tipi di accampamenti (castrum): "da marcia" o permanenti. I primi erano costruiti in via temporanea per garantire la sicurezza della Legione durante la sosta notturna in territorio nemico, i secondi erano relativamente stabili e potevano essere di due tipi: castra hibernia, in cui svernare, e castra aestiva, in cui alloggiare le Truppe nei mesi estivi o in prossimità delle Campagne militari. I sistemi difensivi più rapidi e più facilmente realizzabili erano costituiti dai cavalli di frisia, ovvero da pila muralia (pali acuminati con un'incavatura al centro per consentire l'incastro assieme ad altri pila) legati insieme e posti in cima agli aggeri che sorgevano accanto all'intervallum che separava la zona adibita ad ospitare le tende (papiliones), da quella della cinta difensiva, solitamente costituita da un fossato a ridosso di un terrapieno, per i campi temporanei, o da un vallum di legno o pietra (intervallato da quattro porte mediane) munito di torri per quelli permanenti. Le tende erano fatte di pelli cucite di vitello, di capra o di cuoio.
Il Castrum romano era attraversato da due strade principali che intersecavano nell'area del Praetorium (tenda o abitazione del comandante) e dei Principia (quartier generale), la via Praetoria (che collegava porta praetoria e porta decumana) e la via Principalis (che collegava le due porte principali). Il Castrum romano poteva estendersi anche su 20-30 ettari e ospitò fino all'89 d.C. 2 Legioni, dopodiché ne poté ospitare solo una. Le Unità ausiliarie avevano propri Forti distribuiti nelle zone più di confine ed erano intervallate con quelle legionarie. Le Forrezze ausiliarie (castella) erano basi di attività di pattugliamento e monitoraggio dei confini, fondamentali anche per tenere impegnato il nemico in caso di invasione. I Forti erano dotati anche del valetudinarium, di un Ospedale militare.

## Conduzione degli assedi e macchine da guerra
Le fasi dell'assedio erano fondamentalmente tre, svincolate spesso da un ordine logico tra loro. La prima consisteva nel porre il blocco all'ingresso di merci e persone nella città e nell'isolamento del nucleo cittadino. La seconda fase era quella della contravallatio (controvallazione), usata a Masada, consistente nella costruzione di una semplice palizzata, di un fossato o di fortificazioni più complesso come sistema di difesa dagli assediati. Ulteriore sviluppo della seconda era la fase (terza) della circumvallatio, utile ai fini della difesa dall'esterno e dall'interno del campo degli assedianti, impiegato da Cesare ad Alesia.
Utili in fase di avanzamento erano le vinee (anche i plutei) o in alternativa la formazione a testuggine, delle tettoie mobili per proteggere i soldati o gli scavatori nell'avvicinamento alle mura. Armi d'assedio ampiamente usate erano le baliste, grosse balestre pensate per scagliare proietti di pietra o frecce e gli scorpiones, adoperati per il lancio di dardi e frecce di medie dimensioni. Spesso si usavano anche rampe (come quelle di Jotapata e Masada) per far arrivare le torri d'assedio alle mura (munite di baliste o di arieti) o si ricorreva alla costruzione di imponenti terrapieni (come ad Avarico).
Vegezio elenca sette tipi di armi d'assedio nell'Epitoma, riferibili a quest'epoca, ma certamente collocabili anche nei tempi anteriori. Le macchine più usate erano:
1. le testuggini, che secondo la descrizione dell'epitomatore tardo antico costituivano le macchine all'interno delle quali poteva essere collocata o l'estremità in ferro (per sineddoche si sarebbe poi forse intesa per ariete l'intera macchina), cioè l'ariete volto a minare la solidità delle mura, oppure una "falce" che serviva a "estrarre le pietre dalle mura";[193]
2. le vinee (larga circa 2 metri, alta 2 e lunga 4,70 metri), tettoie di legno leggero che potevano essere realizzate in gran numero a formare un lungo corridoio che consentiva l'avvicinamento alle mura degli scavatori;[194]
3. i plutei, schermi mobili, formati da intrecciature di vimini rivestiti di pelli o di cuoio, al riparo dai quali gli assedianti bersagliano gli spalti delle mura;[195]
4. i muscoli, macchine coperti dalle quali si poteva operare il riempimento dei fossati che consentisse alle torri mobili di raggiungere le mura;[196]
5. le torri mobili (larghe dai 9 ai 15 metri), costruite con travi e tavole ricoperte di pelli grezze per evitare di prendere fuoco, e formate su tre livelli, il primo dotato di ariete per colpire le mura, il secondo munito del ponte per l'accesso agli spalti, il terzo costituito da una torretta (spesso nascosta) con la quale colpire i nemici sulle mura e agevolare la conquista del settore o evitare l'incendio della torre stessa, soggetta spesso ad essere colpita da dardi incendiari.[197]

## Simboli della legione

Ricostruzione di uno scudo della legio palatina degli Ioviani Seniores, tratta dalla Notitia Dignitatum.

Durante il suo secondo Consolato, nel 104 a.C., Gaio Mario conferì all'aquila un valore simbolico particolare, rendendola il segno distintivo della Legione. Racconta Plinio che prima della decisione di Mario la Legione possedeva altri quattro simboli: il lupo, il cavallo, il minotauro e il cinghiale, recati davanti a ciascun rango dell'esercito. Non è chiaro tuttavia cosa identificassero queste quattro figure, e se fossero adoperate insieme o servissero ciascuna a designare un determinato raggruppamento. Si potrebbe ipotizzare che i quattro simboli fossero riferiti alle quattro Legioni citate da Livio. L'aquila in età imperiale era tenuta in consegna dalla prima Centuria della prima Coorte.
La progressiva sostituzione dell'aquila, sacra a Giove Capitolino, o il suo affiancamento al draco, simbolo religioso e militare presso i daci e i sarmati, con tutta probabilità assimilato dai Romani durante la campagna dacica di Traiano, tanto da essere riportato in ben 20 scene della Colonna traiana, dovrebbero risalire al II secolo. Il simbolo compare in numerosi coni emessi da Antonino Pio, Decio, Claudio il Gotico e Aureliano. Prima adottato dalle Coorti e dalle Ali di Cavalleria, passò successivamente a identificare l'intera Legione.
Oltre all'aquila e al drago sarà impiegato più tardi il labaro (labarum), drappo quadrato recante il monogramma di Cristo (oppure costituito da un drappo con tre cerchi sormontato dal monogramma), quando Costantino ne farà il simbolo del proprio esercito, promuovendone la sostituzione, una volta divenuto imperatore, alle precedenti simbologie pagane. Secondo Eusebio di Cesarea, il ritratto dell'imperatore si trovava sulla metà superiore del drappo, mentre sulla metà inferiore era disegnata una croce. Il Chi-Rho, invece, era attaccato al braccio superiore della croce. Il labaro, assieme al draco, una manica a vento purpurea retta da un'asta sfarzosa, precedeva le truppe in marcia alla testa dell'esercito.

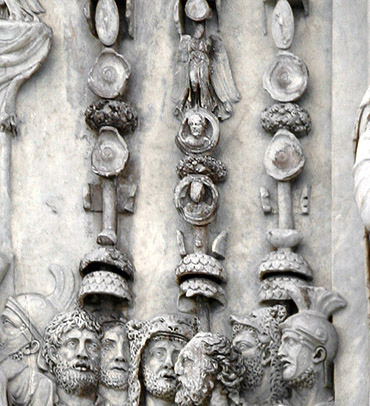
Signa (insegne) della legione nei rilievi dell'epoca di Marco Aurelio, presenti nell'arco di Costantino; tra l'altro è possibile notare la damnatio memoriae che colpì il ritratto di Commodo (primo in basso) nel vessillo centrale.
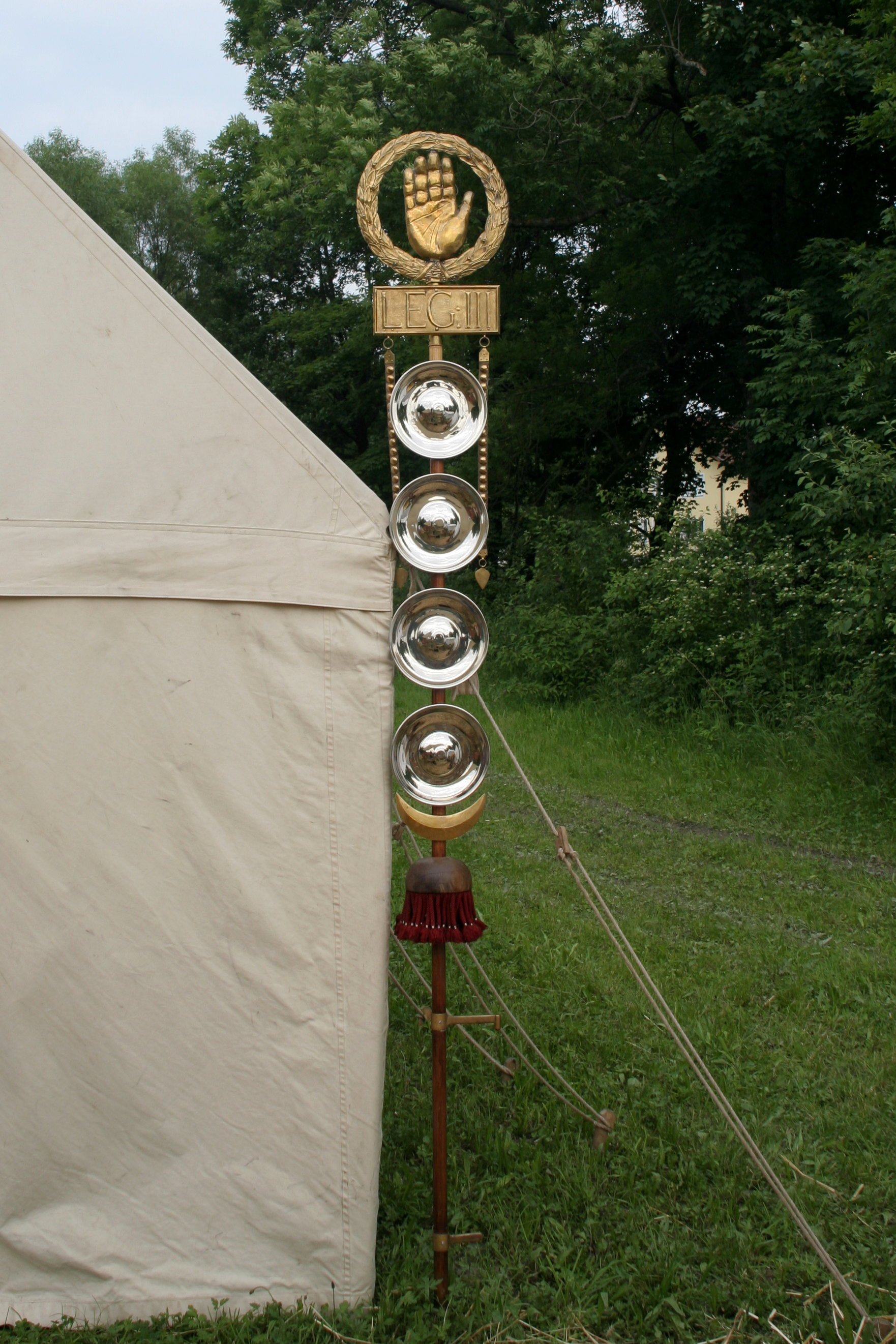
Insegna tipica della centuria formata da un palo di legno con ad esso applicate delle phalerae (usate anche come decorazione), per un massimo di sei, che identificavano il numero della stessa all'interno della coorte. In alto, sotto il simbolo della mano (non è chiaro se attributo di Marte o gesto di saluto legionario), l'indicazione della legione.
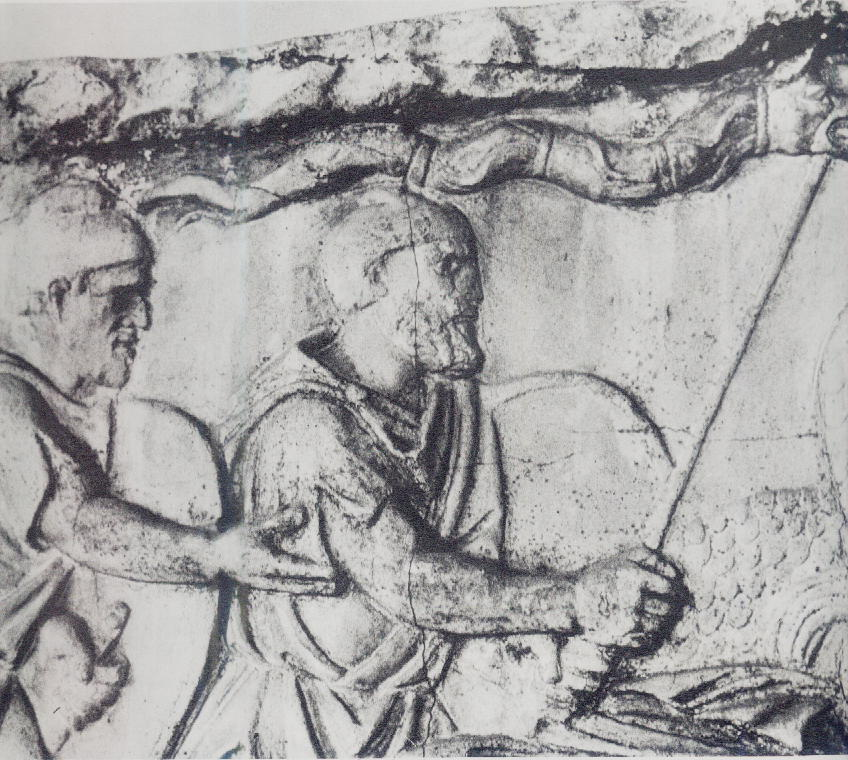
Fregio della Colonna traiana. Qui un cavaliere dacico reca una testa di drago costituita da una manica a vento, sibilante al passaggio dell'aria.
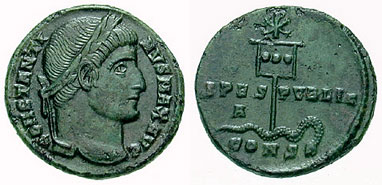
Moneta costantiniana risalente alla vittoria su Licinio. Si noti il labaro del vessillo.
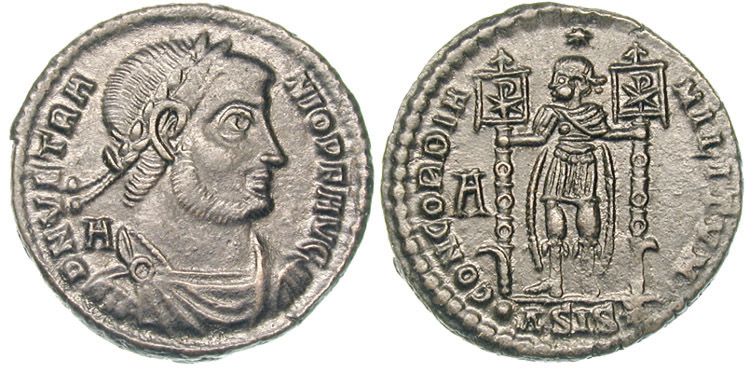
Sul rovescio di questa moneta coniata sotto Vetranione, l'imperatore regge due labari, insegne di Costantino I.
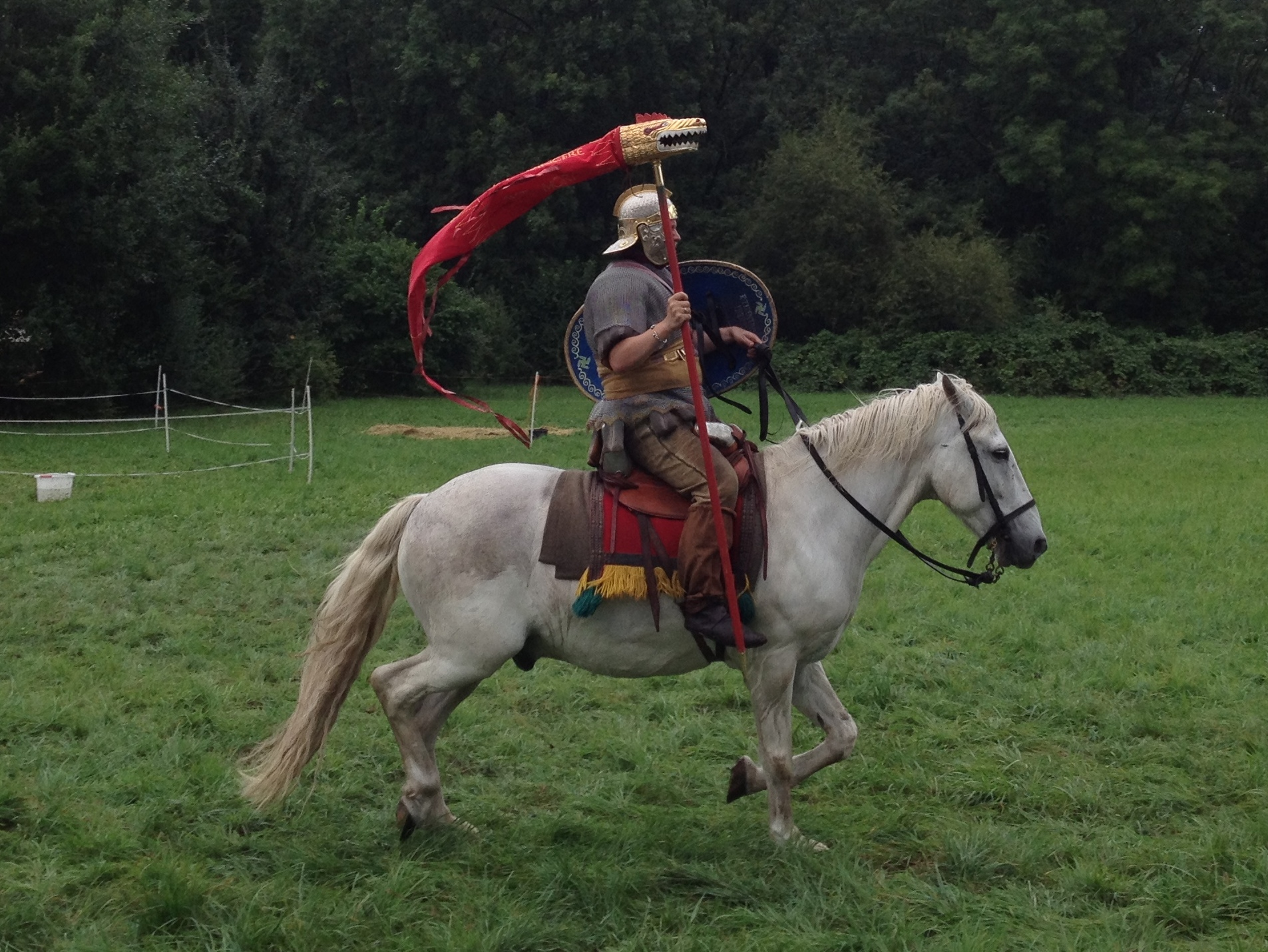
Draconarius della coorte.

### Signiferi e vessilliferi

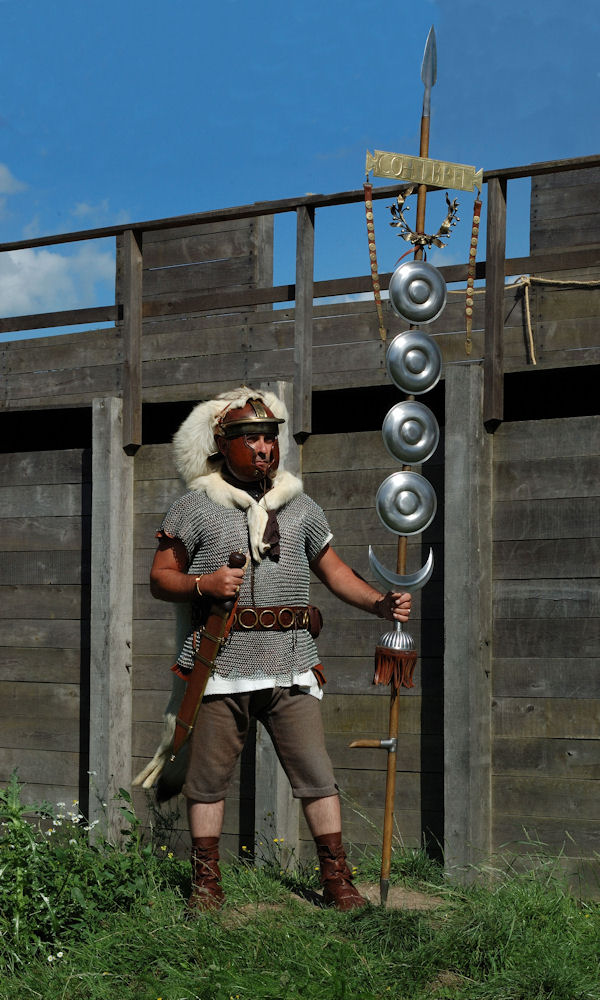
Signifero della IV centuria della coorte (si noti il numero di phalerae), Legio XXX Ulpia Victrix.

I simboli militari romani erano il vexillum, un piccolo stendardo consistente in un drappo, e il signum, costituito da forme solide raffiguranti animali, persone o oggetti. Gli addetti al trasporto dei simboli delle legioni e delle centurie erano: l'aquilifer per l'aquila della legione, il signifer per il simbolo del manipolo o della centuria, il vexillarius per il portatore del vessillo, l'imaginifer per le imagines degli imperatori e, in epoca tarda, il draconarius (i portatori del draco erano sottoposti a un magister draconum) per il draco, che passò ad identificare anche il signifer. All'interno dell'accampamento o del forte le insegne (signa militaria) erano conservate nell'aedes signorum, uno degli edifici dei Principia (quartier generale della legione), contenente gli stendardi delle unità.
L'aquilifer, di solito un signifero anziano, secondo nella gerarchia rispetto al centurione, era una figura di primaria importanza della legione, avendo la responsabilità di condurre in battaglia il simbolo dell'intero corpo militare, anche se la sua tutela era assegnata al centurione. Conservare e difendere l'aquila significava preservare la continuità della legione, perché la sua perdita poteva comportarne lo scioglimento, come avvenuto per le legioni distrutte dopo le battaglie di Carre e Teutoburgo. La caduta nelle mani del nemico delle insegne era un'onta gravissima, tanto che Augusto si prodigò per ottenere la restituzione delle insegne di Crasso, riuscendo a farsele riconsegnare dal re parto Fraate IV nel 20 a.C.
Ogni centuria, comprese quelle ausiliarie che avevano uno specifico signifer auxilia, possedeva un'insegna (signum) che consisteva in un certo numero di dischi metallici (phalerae), di solito in numero di sei (corrispondenti alle centurie nella coorte), fissati ad un'asta di legno, terminante in una punta o una forma di mano (il cui significato è incerto) al di sotto della quale poteva essere montato una targa con su indicato il numero della coorte o della centuria stessa. Il vexillum era uno stendardo, riportante il nome della legione, il simbolo e il numero, uno per ogni legione. Spesso identificava una vexillatio legionaria, ovvero un distaccamento della legione. L'imaginifer invece era il portatore dell'imago dell'imperatore, introdotta da Augusto, quando la figura dell'imperatore divenne oggetto di culto. L'imago o le imagines erano ritratti realizzati in metallo battuto, custoditi dalla prima coorte.

## Legione e flotta
Nel 214 a.C. nel pieno dell'attacco di Annibale, a Brundisium agli ordini di Marco Valerio Levino era acquartierata una forza di fanteria della consistenza di una legio classica a supporto delle operazioni della Marina militare romana nell'Adriatico, che però venne usata per difendere la costa illirica dagli attacchi di Filippo V di Macedonia. Dopo le sanguinose guerre contro Cartagine, la flotta romana era diventata tra le più forti del Mediterraneo. Sotto Augusto, incrementata nel numero di navi, essa divenne stabile. Le principali basi di stanziamento divennero Miseno, presso Pozzuoli, nel Mar Tirreno e Classe, presso Ravenna, nel Mar Adriatico, col compito di controllare l'una il Mediterraneo occidentale, l'altra quello orientale. Flotte minori erano stanziate nei mari delle province periferiche (Britannia, Germania, Pannonia, Mesia, Ponto, Siria).
Con l'ulteriore espansione della flotta, le navi vennero dotate di contingenti di fanteria imbarcata. Questa era in forza alla base principale del Miseno, ed effettuava le comuni esercitazioni della fanteria romana, oltre alle speciali tecniche della guerra sul mare, come abbordaggi e il bersagliare le navi avversarie dalle torri delle quali erano dotate le unità maggiori della flotta. Il numero di queste unità fu soggetto a contrazioni ed espansioni nel tempo, seguendo le fortune della marina alla quale era in forza. In effetti, la fanteria di marina romana, antesignana di quella attuale in forza a quasi tutte le marine militari moderne, aveva una sua struttura e dei suoi campi di addestramento, come la Schola Militum di Miseno.
Il comando di ogni flotta era affidato a prefetti di rango equestre, talvolta a liberti. Al prefetto del Miseno era assegnata una superiorità gerarchica rispetto a quello ravennate. Le flotte provinciali erano guidate invece da centurioni o da prefetti equestri. Ogni nave era assimilata ad una centuria e comandata di norma da un centurione chiamato triarca. Al di sotto del prefetto, di grado superiore al centurione triarca c'era il navarca, comandante di una flottiglia o di una squadra di imbarcazioni, anche se Vegezio sostiene che fosse a capo di una singola nave, con l'incarico di curare l'addestramento dell'equipaggio.

## Galleria d'immagini

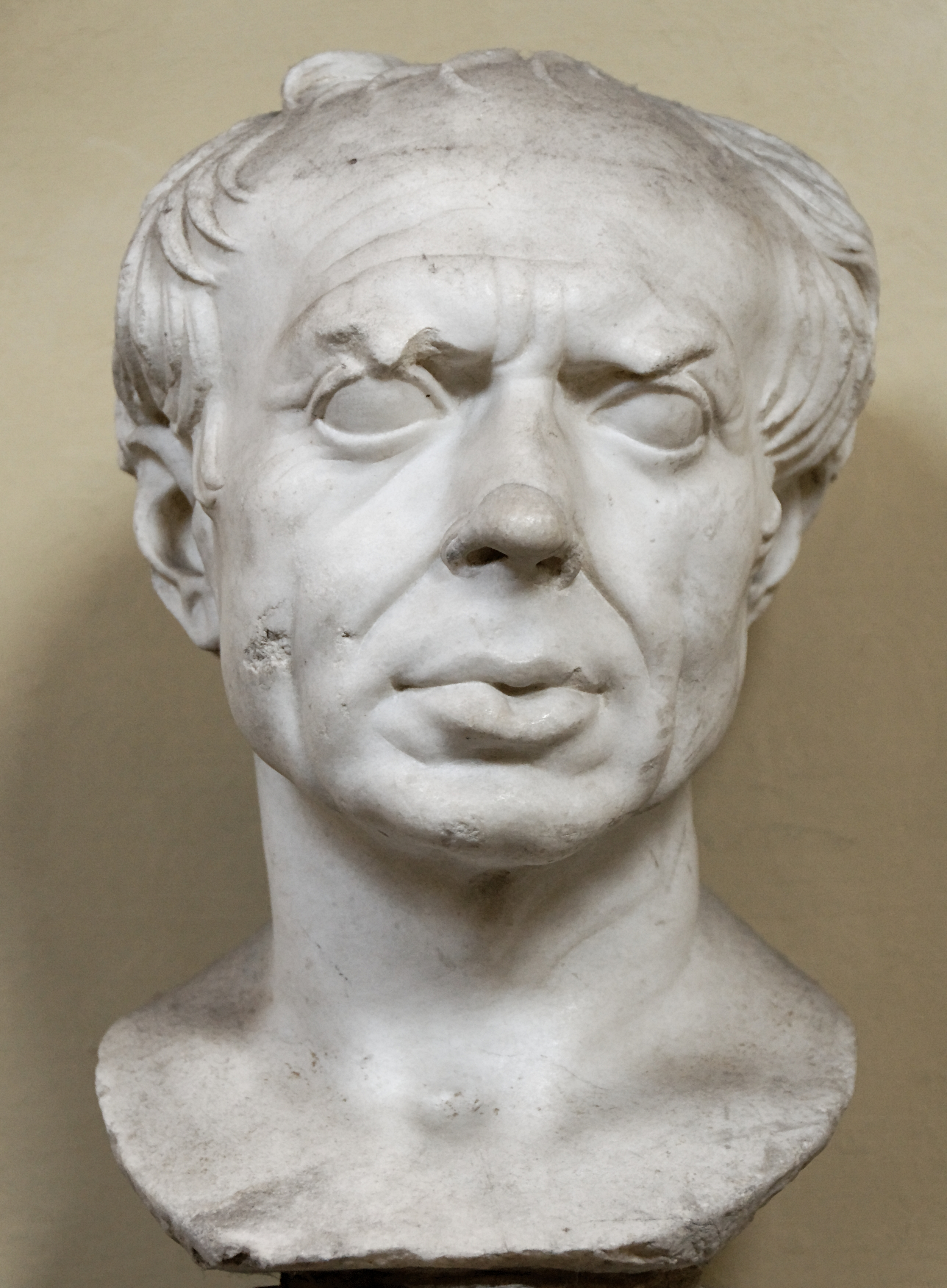
Busto in marmo di Gaio Mario dalla collezione dei Musei Vaticani
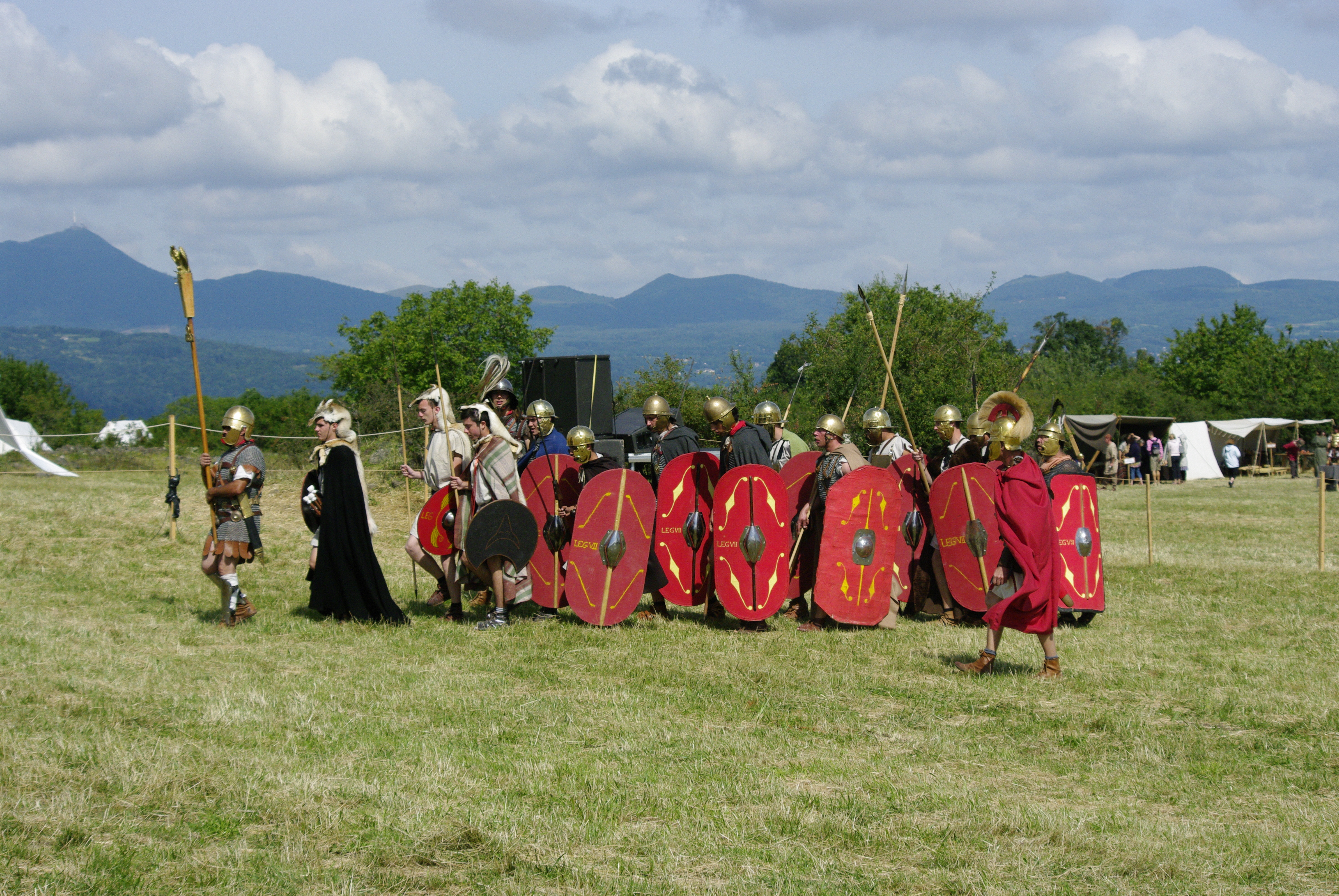
Soldati di epoca repubblicana. Si distinguono un gruppo di triarii, hastati dei velites, un optio; in prima fila l'aquilifero.
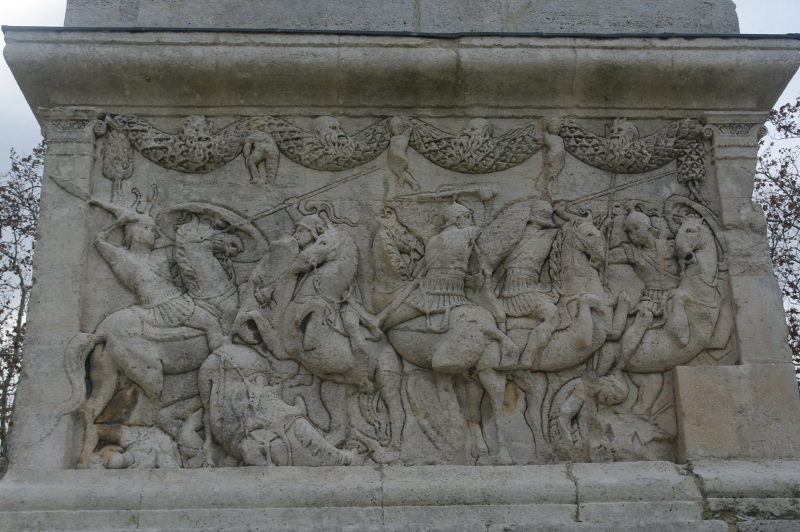
Rilievo dal mausoleo di Glanum con rappresentati cavalieri romani in combattimento (anni 30-20 a.C.).
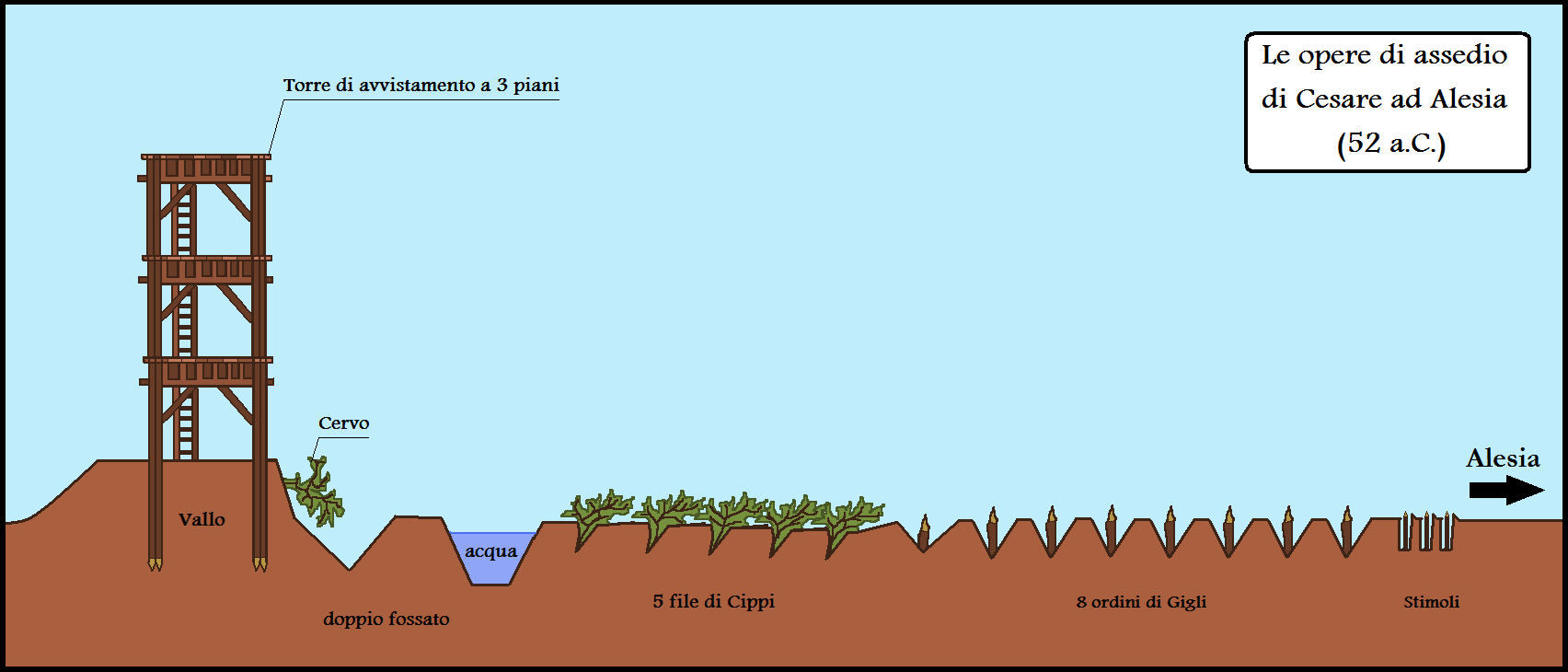
Ricostruzione grafica delle fortificazioni realizzate dal gruppo dei genieri di Cesare durante l'assedio di Alesia (52 a.C.).
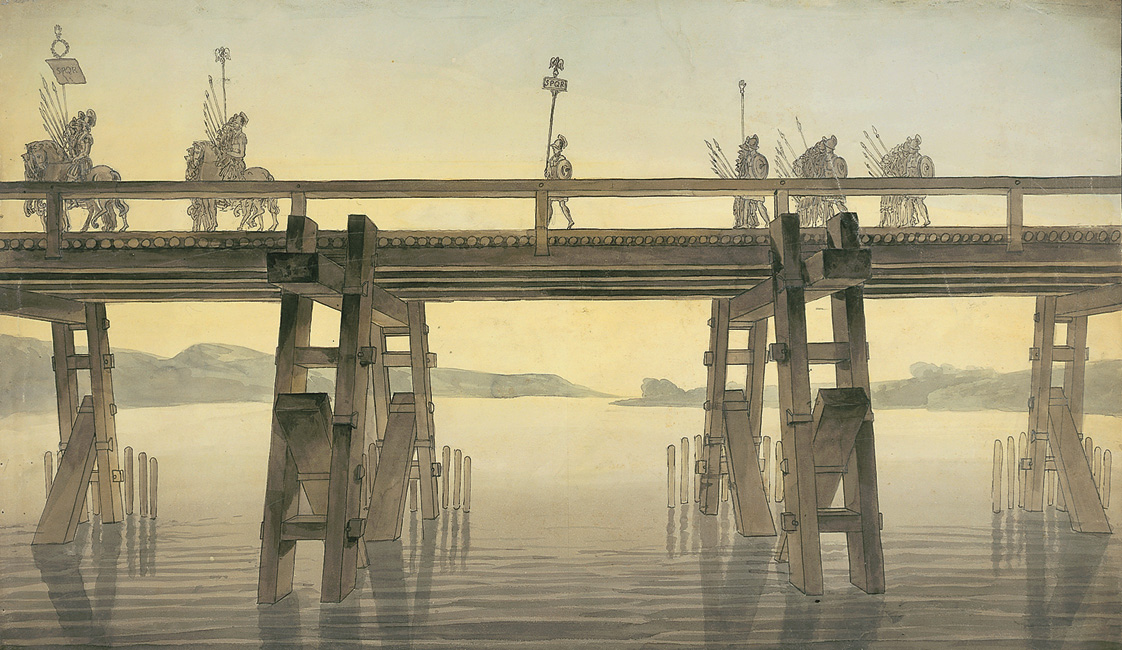
Il ponte di Cesare sul Reno realizzato nel 55 e 53 a.C.
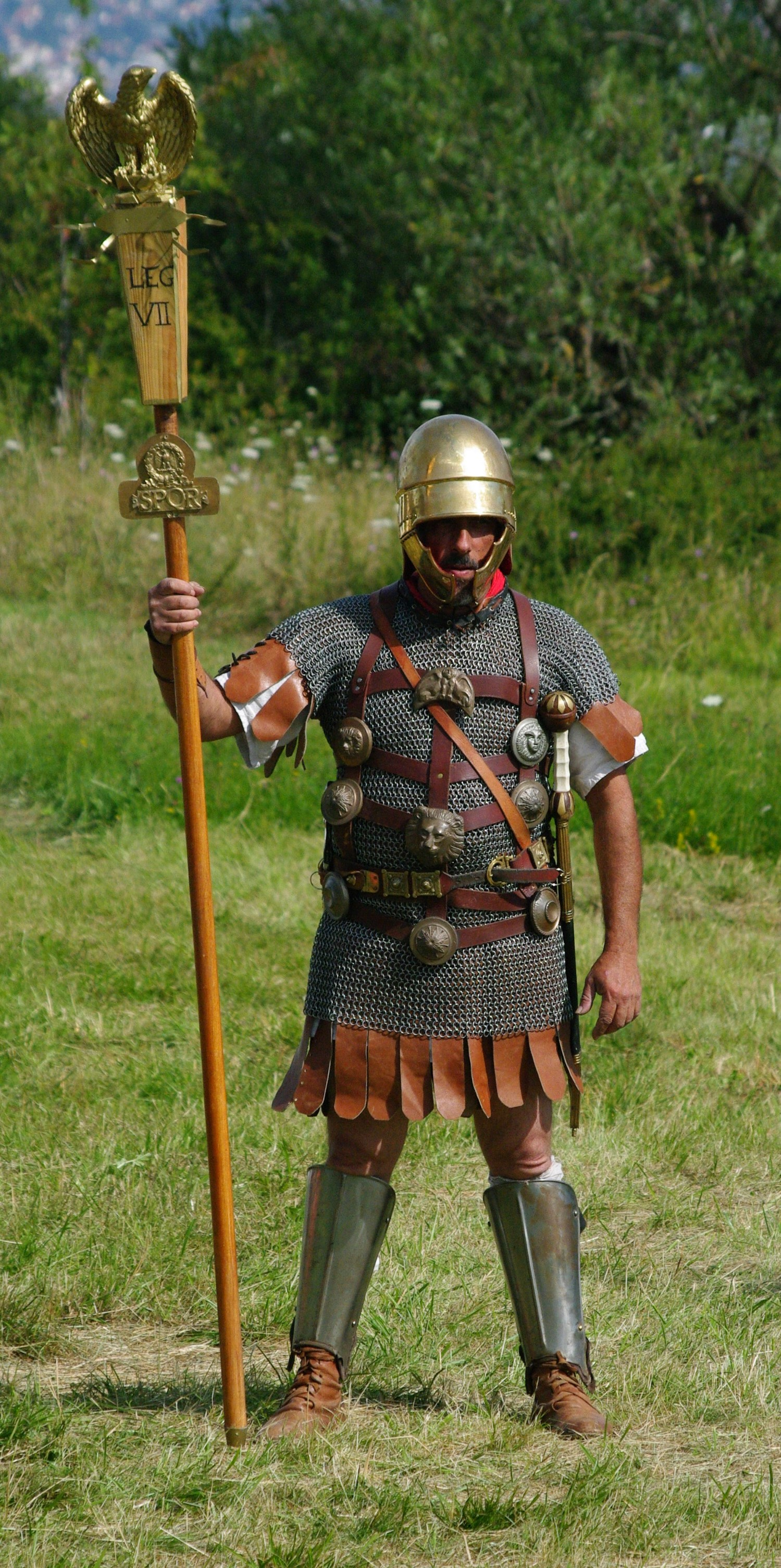
Aquilifero del tempo della guerra gallica con signum. L'ufficiale è equipaggiato di una lorica hamata, indossata su un linothorax alla greca, un elmo Coolus, gladius hispaniensis, schinieri e scarponi adatti alle regioni fredde.